# Художній музей Волтерс
Художній музей Волтерс (англ. The Walters Art Museum) — художній музей в місті Балтимор, штат Меріленд, США.

## Засновники— мільйонери Волтерс
Коли в Сполучених Штатах розпочалася громадянська війна, американський мільйонер Вільям Волтерс (1819—1894) перебрався до Парижу. Вільний час він присвятив колекціюванню творів мистецтва, бо в столиці Франції був розгалужений художній ринок і працювали мистецькі аукціони. Син Вільяма, Генрі Волтерс (1848—1931), успадкував колекції батька, перевезені з Парижа у США, і вибудував для них в 1909 році палац на Чарлз Стріт в місті Балтимор.
За заповітом, Генрі Волтерс передав власну колекцію і палацову споруду на Чарлз Стріт місту. Збірки Волтерсів вже мали 22.000 зразків мистецтва від доби Стародавнього Єгипту до доби сецесії. Датою заснування нині існуючого музею став 1934 рік.

## Музейні споруди

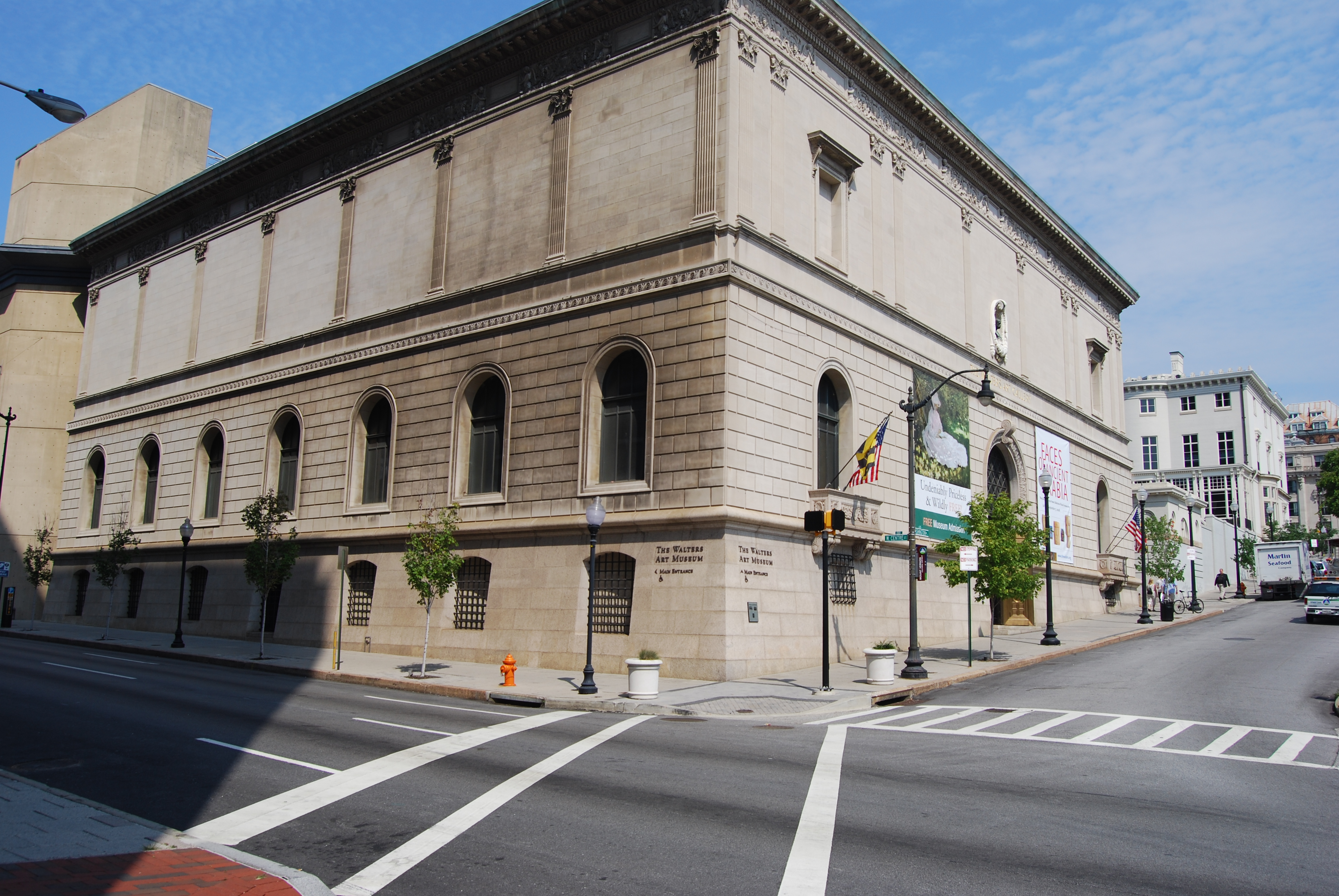
Палац на Чарльз Стріт

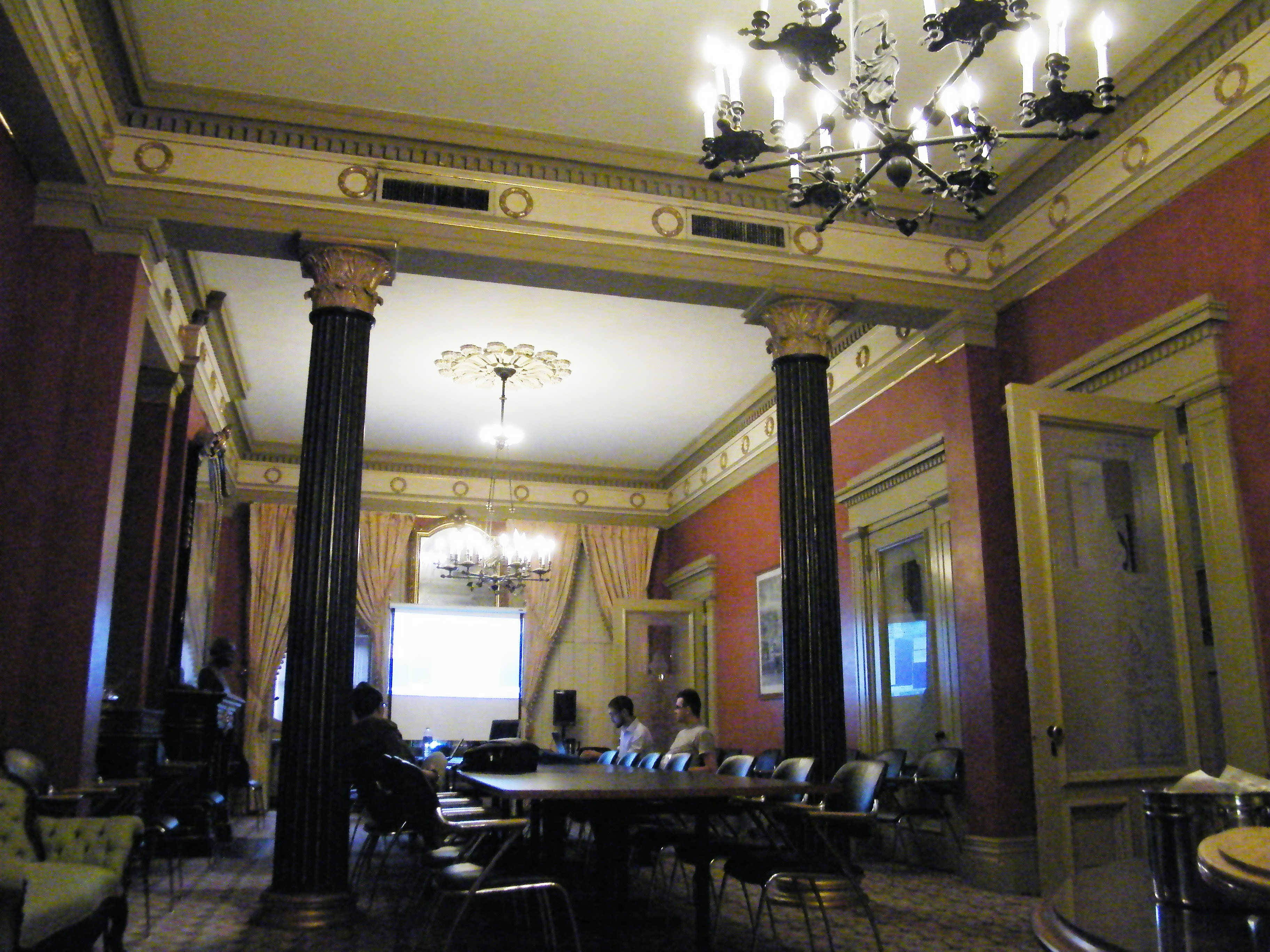
Вітальня в палаці на Чарлз Стріт

Палацова споруда на Чарлз Стріт будувалась як приватна оселя. За зразок споруди був узятий палац Пурталес в Парижі. Тому палацове приміщення не могло укладатися у вимоги до музейної споруди, бо умови мінялись і ускладнювались з десятиліття в десятиліття. Розпочалася його реконструкція, що закінчилася 2003 року. Саме тут зберігається палімпсест Архімеда, рукопис, створений на пергаменті і використаний після шліфування поверхні двічі. В первісному шарі і знайдені залишки рукопису математика і грецького винахідника Архімеда.
Так званий «Hackerman House» в стилі неогрек, вибудований у 1848—1850 роках, пристосований для експозиції творів мистецтва країн Азії.
Новий корпус музея Волтерс побудовано в стилі бруталізм в 1960-ті рр. фірмою «Shepley, Bullfinch, Richardson, and Abbott» з міста Бостон і відкрито для відвідин з 1974 року. Споруда пройшла реконструкцію у 1998—2001 роках і має розширені музейні запасники, кафе, бібліотеку, майстерні реставраторів тощо. В експозиціях цього корпусу — твори мистецтва Західної Європи 19 століття, відділ європейського середньовіччя, мистецтво Візантії, північної Африки, античності.
Ще 2000 року заклад, що мав назву «Художня галерея», змінив назву на «Художній музей Волтерс», як на відповіднішу його колекціям та сучасній функції.

## Головні відділи

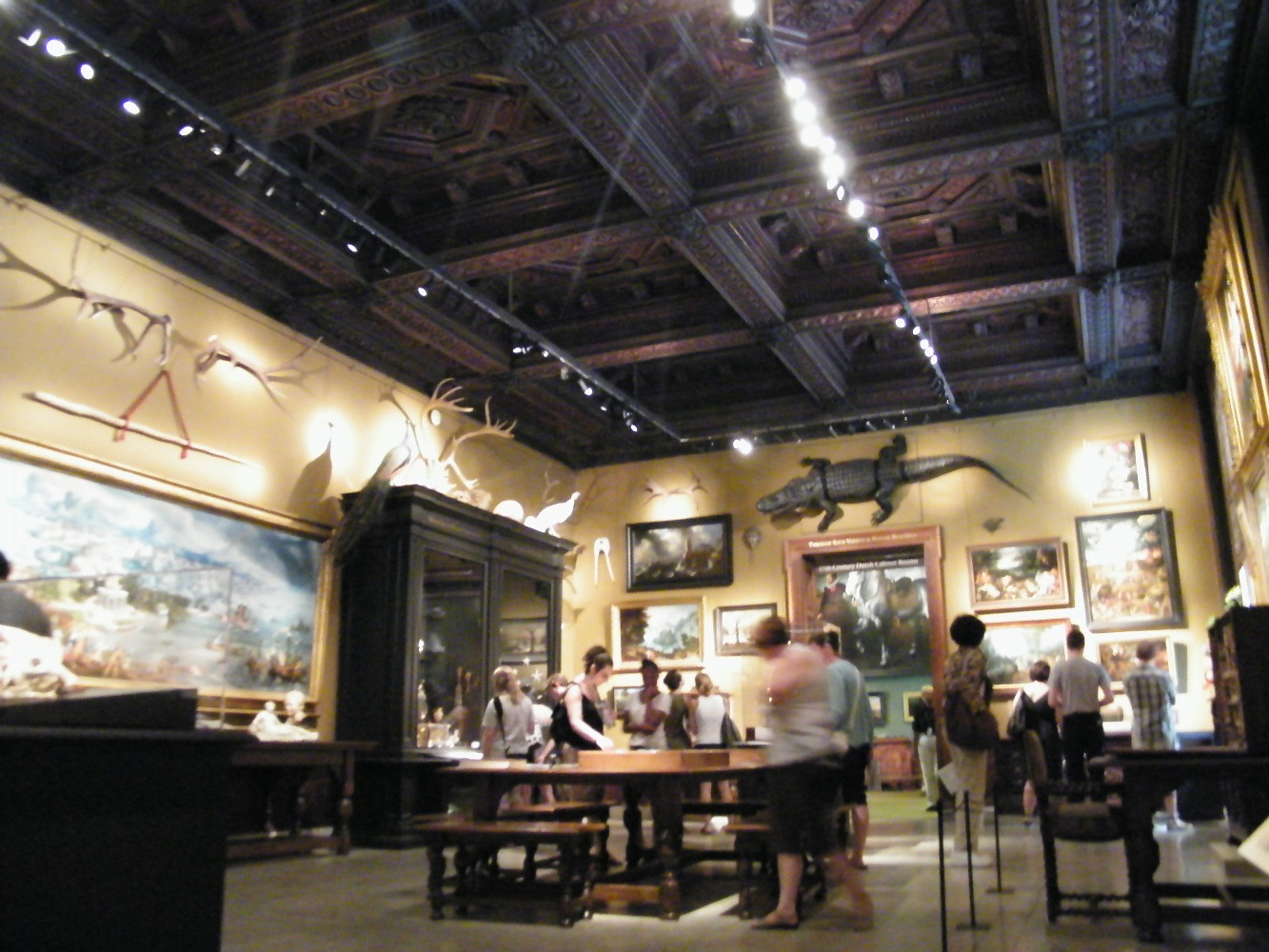
Кабінет курйозів музею Волтерс.

Музей активно купував твори мистецтва, де тепер зберігають рукописи середньовіччя, артефакти Стародавнього Єгипту, західноєвропейський живопис, золоті прикраси, знайдені в давньогрецькому місті Ольвія в Україні, унікальне яйце Фаберже «Гатчинський палац» тощо.
Серед головних відділів музею:
- відділ Стародавнього Єгипту
- відділ Стародавньої Греції і античного Риму
- відділ мистецтва країн Сходу
- відділ європейського середньовіччя
- відділ «Кабінет курйозів»
- історичні ювелірні вироби
- відділ мистецтва доколумбової Америки
- відділ декоративно-ужиткового мистецтва

## Західноєвропейська античність

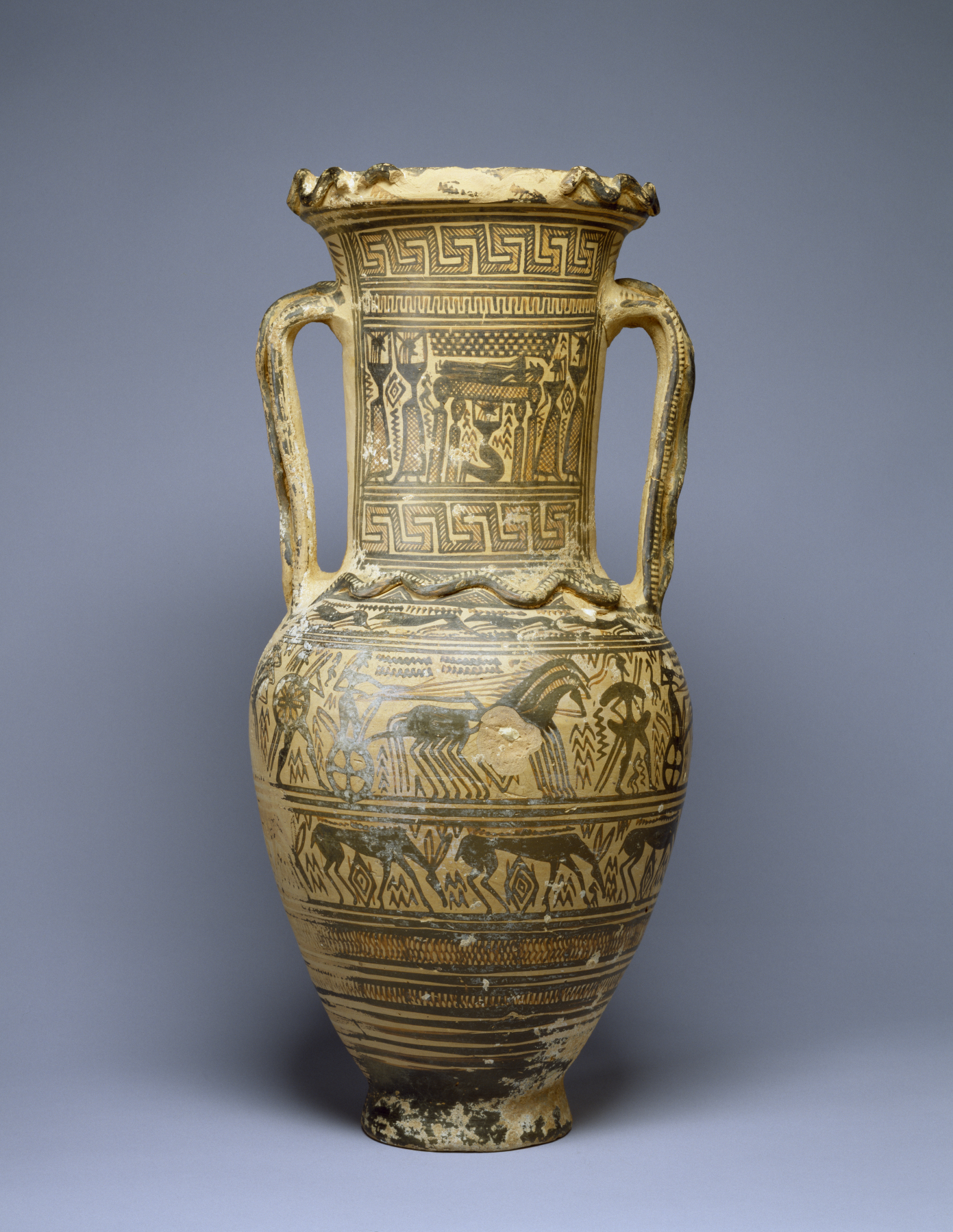
Амфора з поховальною сценою, майстерня Афін, до 710 р. до н. е. Художній музей Волтерс, США

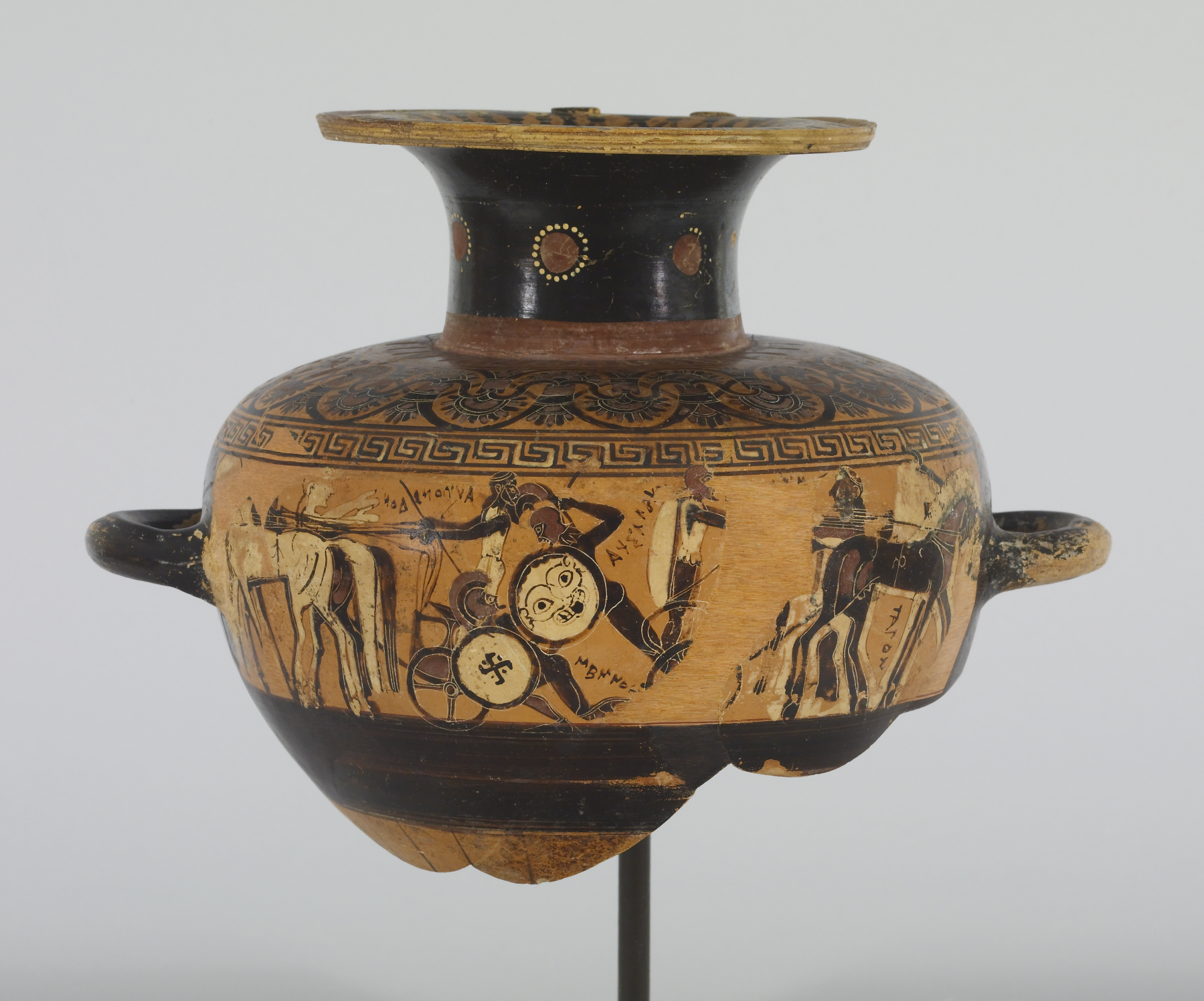
Поруйнована чорнофігурна гідрія. Колісниці Ахілла і Мемнона (епізод Троянської війни), 575-550 рр. до н.е.
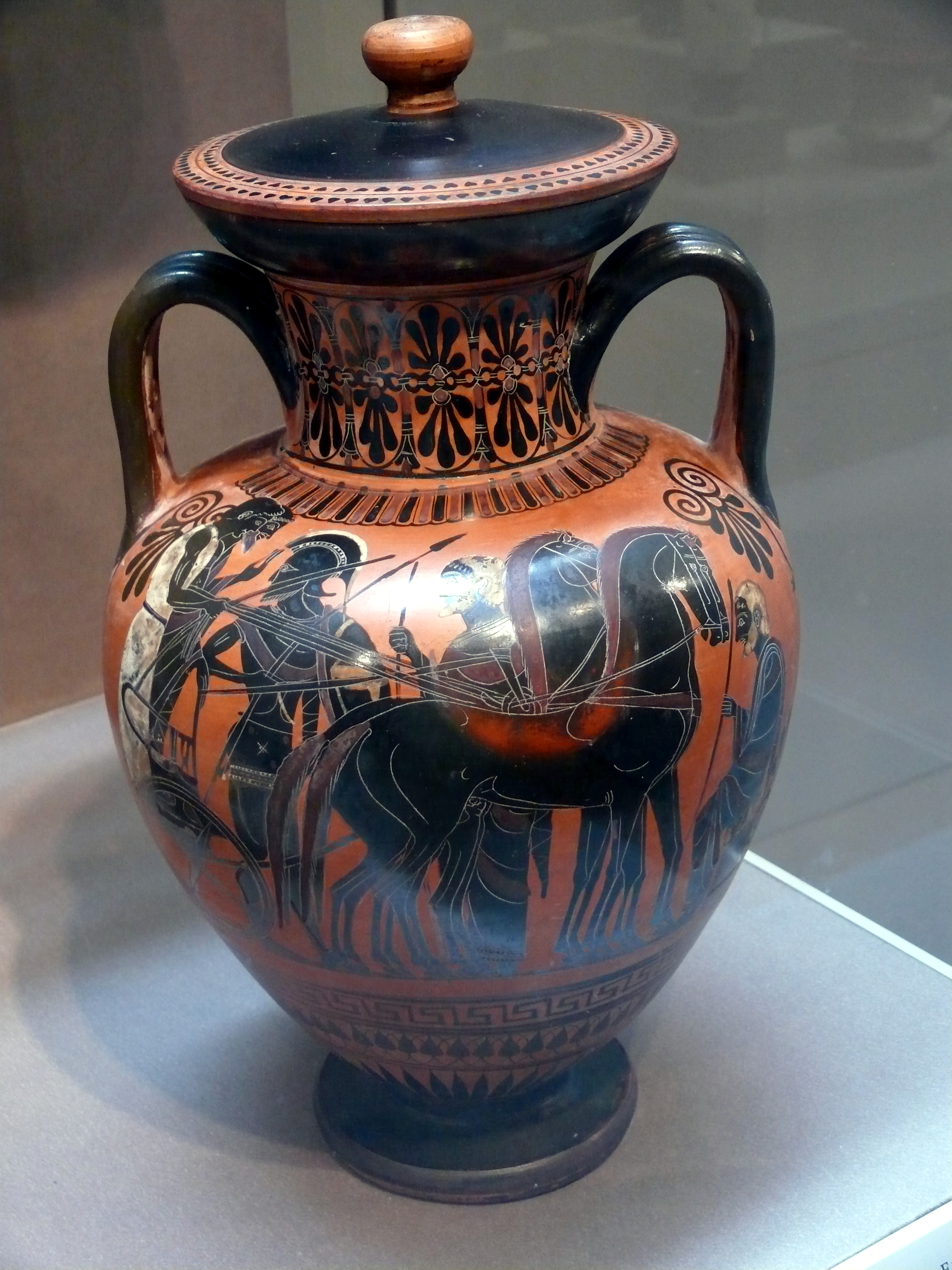
Чорнофігурний вазопис, амфора 520 р. до н. е.
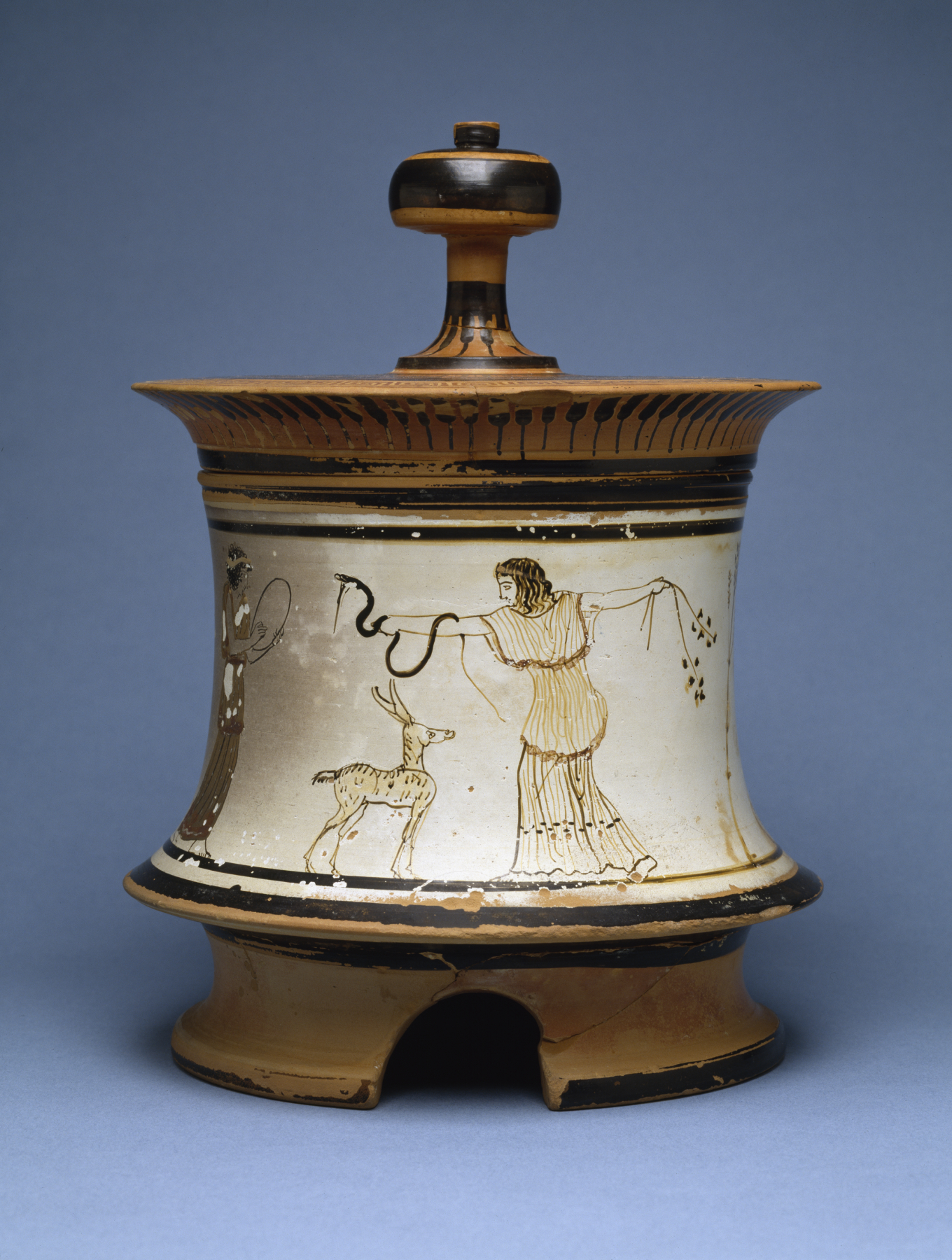
Піксида з менадами-вакханками, до 450 р. до н.е.
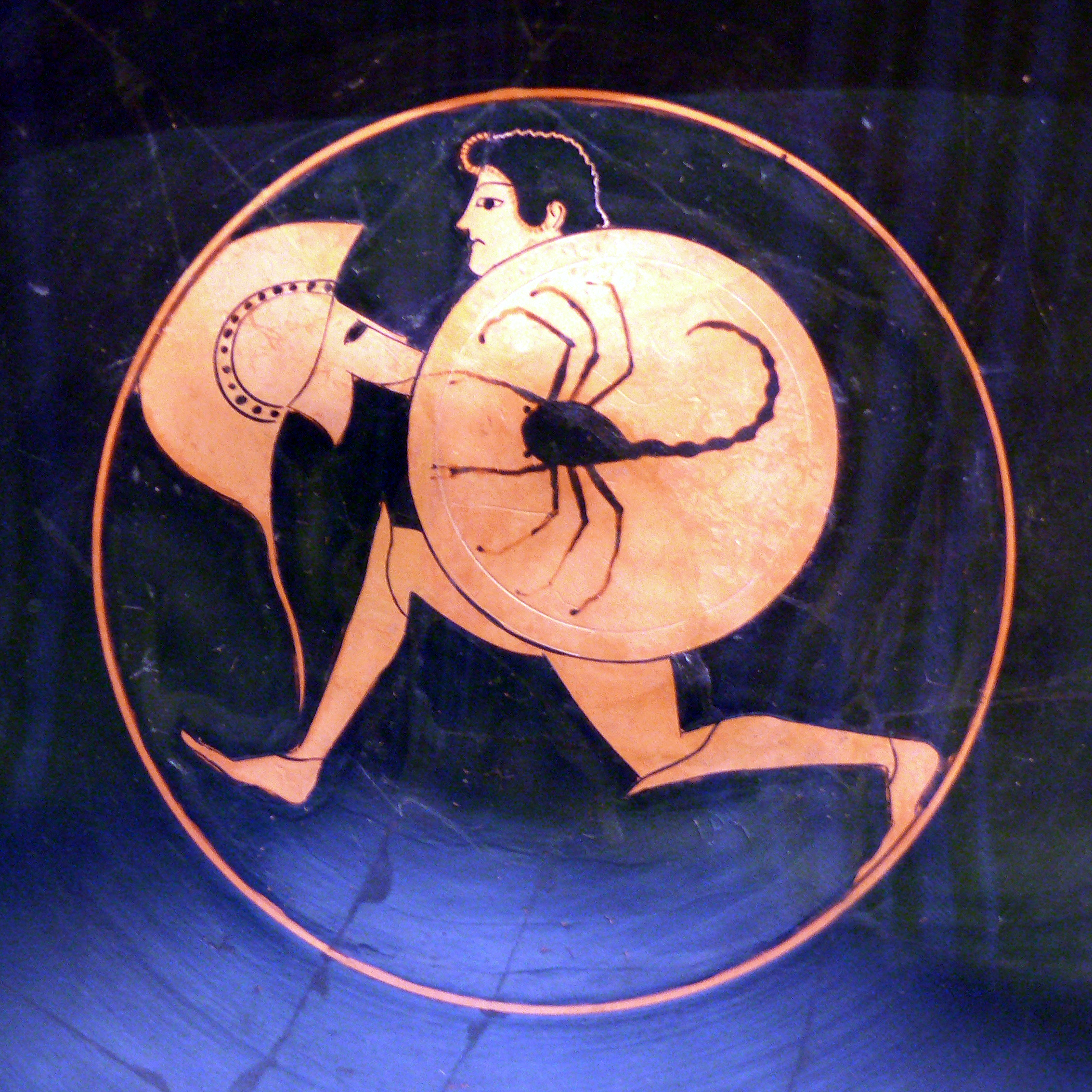
Килик з вояком під час бігу, Червонофігурний вазопис. 510-520 рр. до н. е.
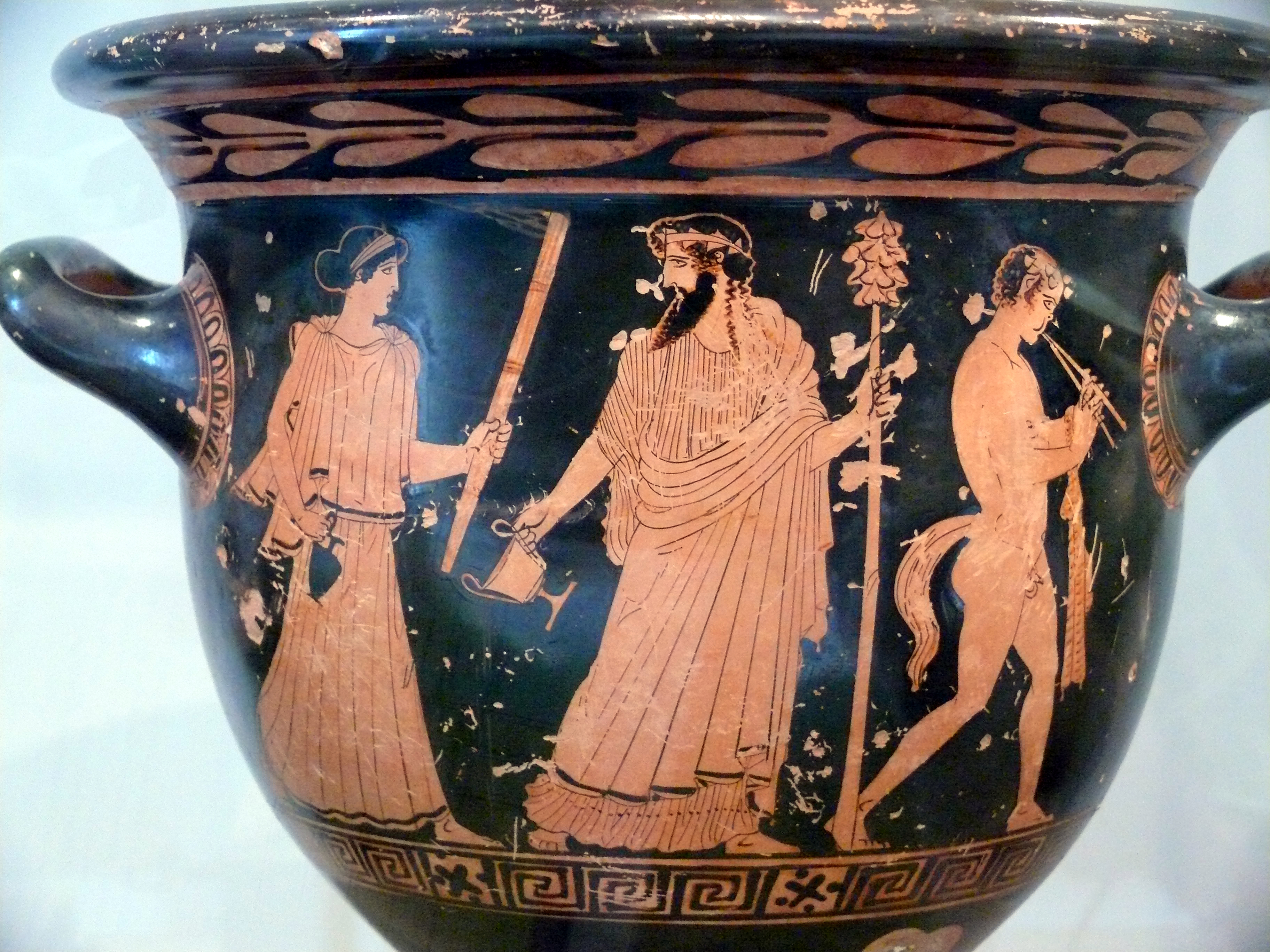
Червонофігурний кратер з Діонісом, сатирами і менадою, вазописець Крісті, 450-420 рр. до н. е.

В музейній збірці — давньогрецька кераміка і золоті вироби різних мистецьких центрів, в тому числі з міста Ольвія, мармурова скульптура, непогана збірка давньоримських портретів. Звертають на себе увагу давньоримські саркофаги з поховань римських родин Кальпурніїв та Ліциніїв, і римська бронзова канапа.

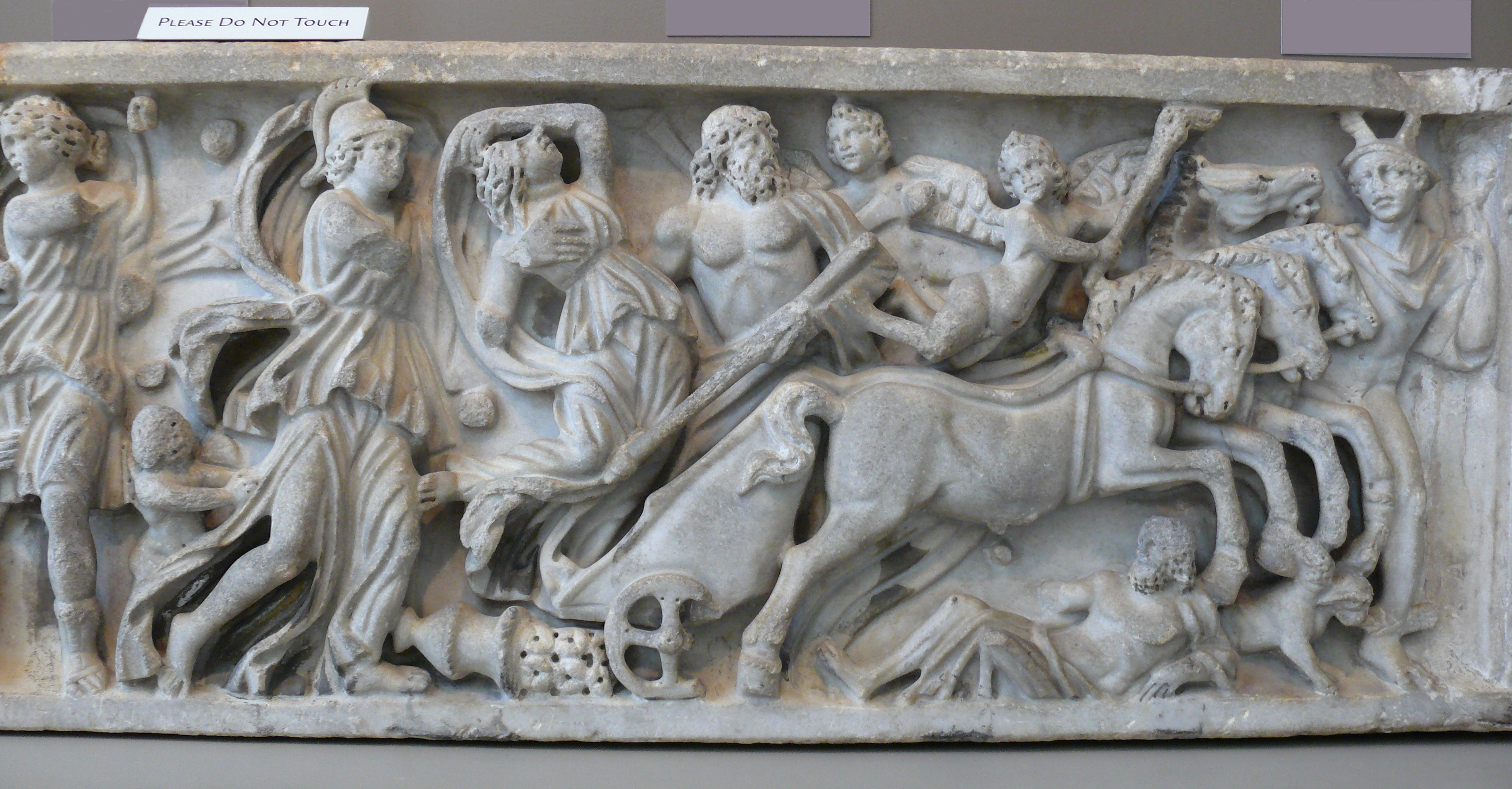
Викрадення Персефони, саркофаг 200-225 рр. н. е.
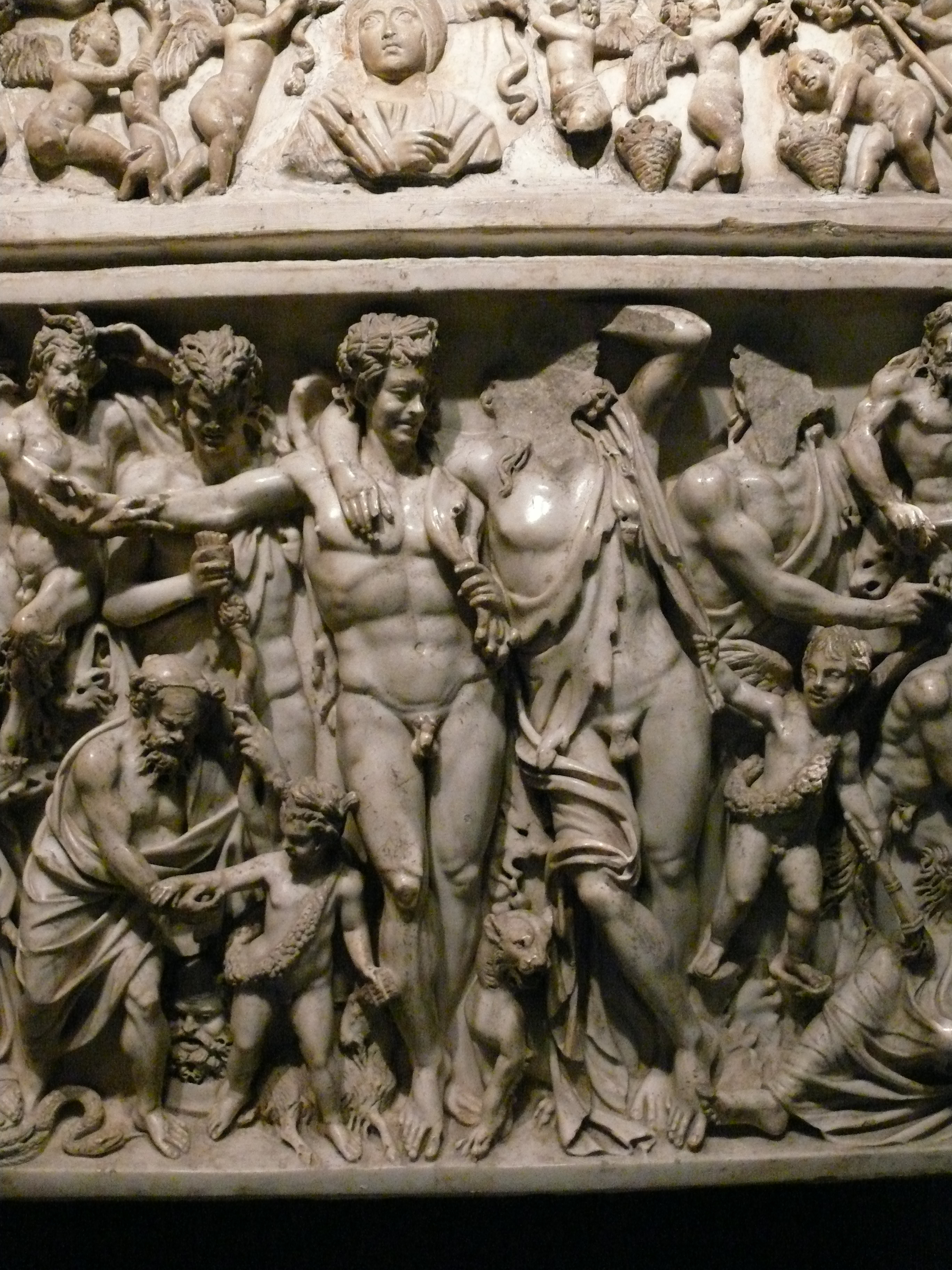
Саркофаг з Діонісом і Аріадною, деталь, 190-200 рр. н. е.
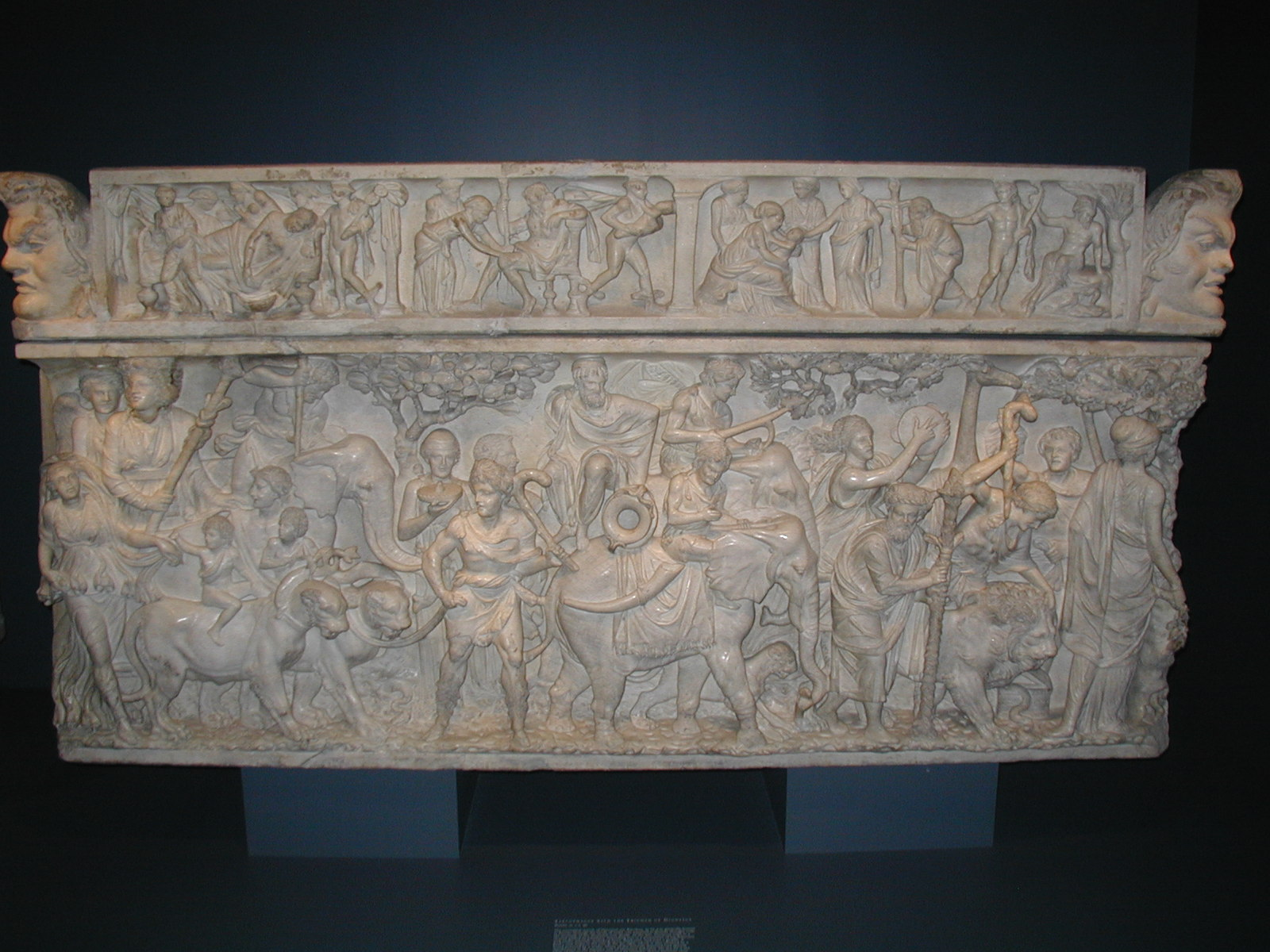
Давньоримський саркофаг з тріумфальною ходою Вакха

## Відділ мистецтва доколумбової Америки
Ще 1911 року Генрі Волтерс придбав майже сто золотих виробів індіанців з провінції Чирикі, що походять з західної Панами, з якої і почалося формування відділу доколумбової Америки. Художній музей Волтерс збільшив колекцію цього відділу як новими придбаннями, так і шляхом оренди. Сюди потрапили археологічні артефакти з Центральної та Південної Америки, серед яких твори ольмекської, ацтекської культур, цивілізації мая, твори мистецтва культур моче з Перу та інків.

## Західноєвропейський живопис

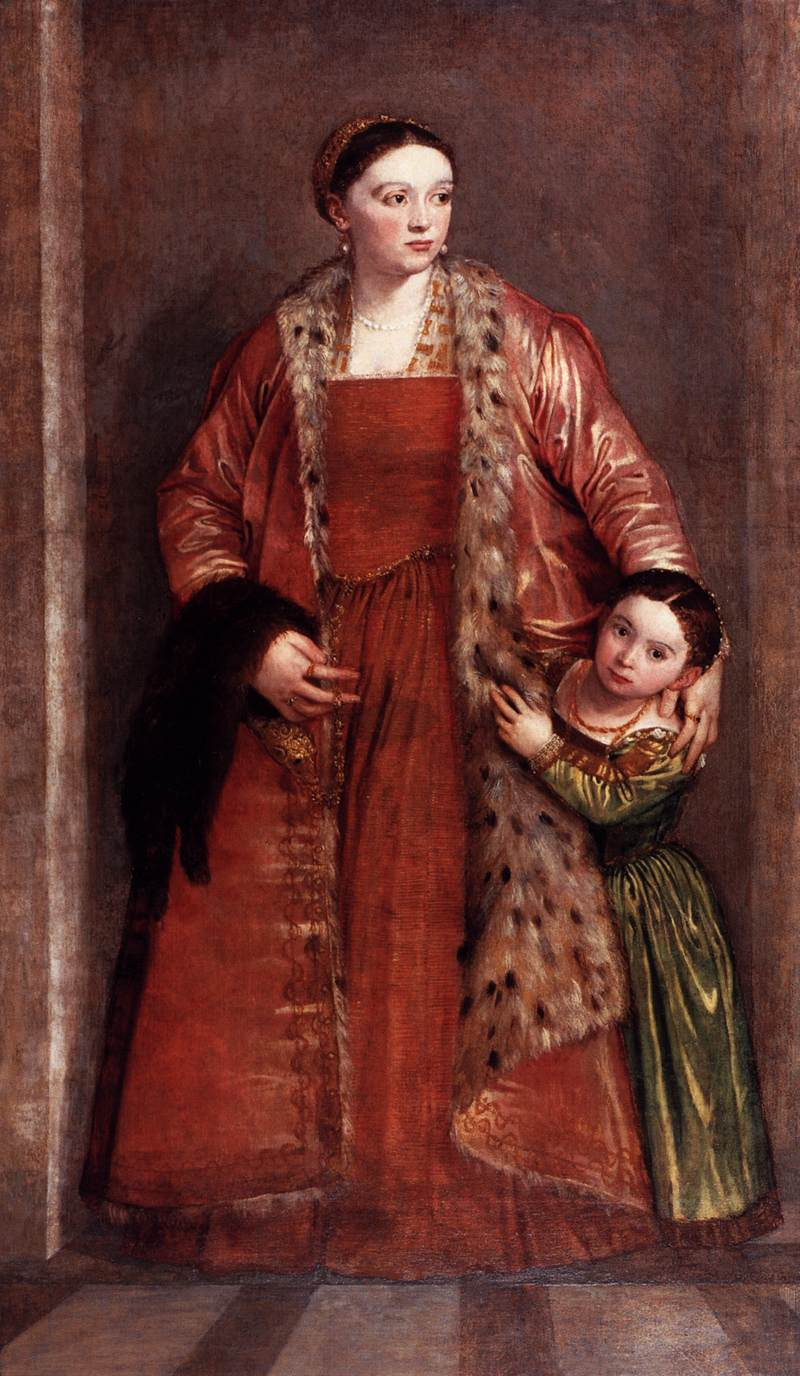
Паоло Веронезе. «Лівія да Порто Тьєне з дочкою Порциєю».

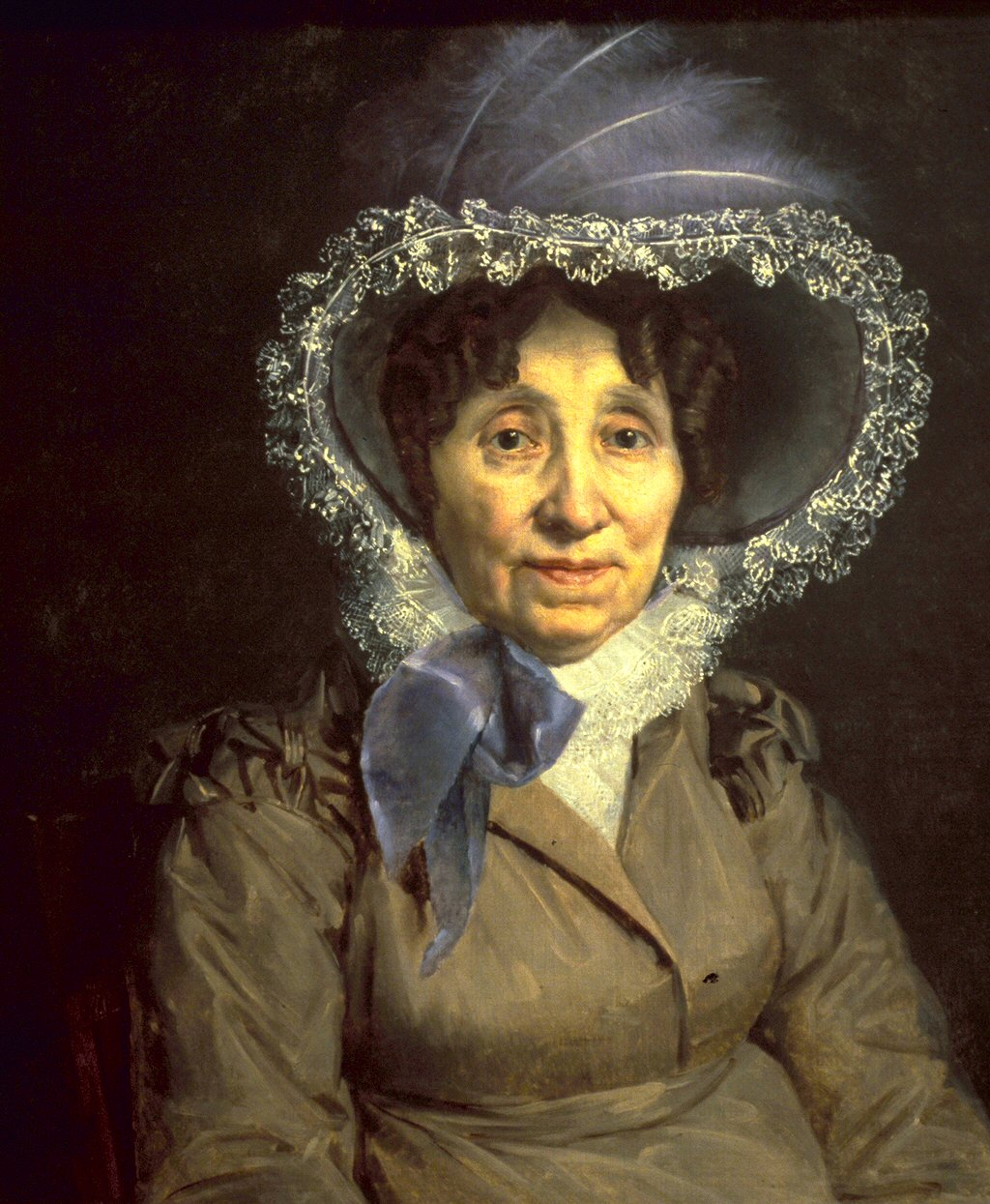
Жак-Луї Давід (1748—1825), «Портрет літньої пані», бл. 1820 р.

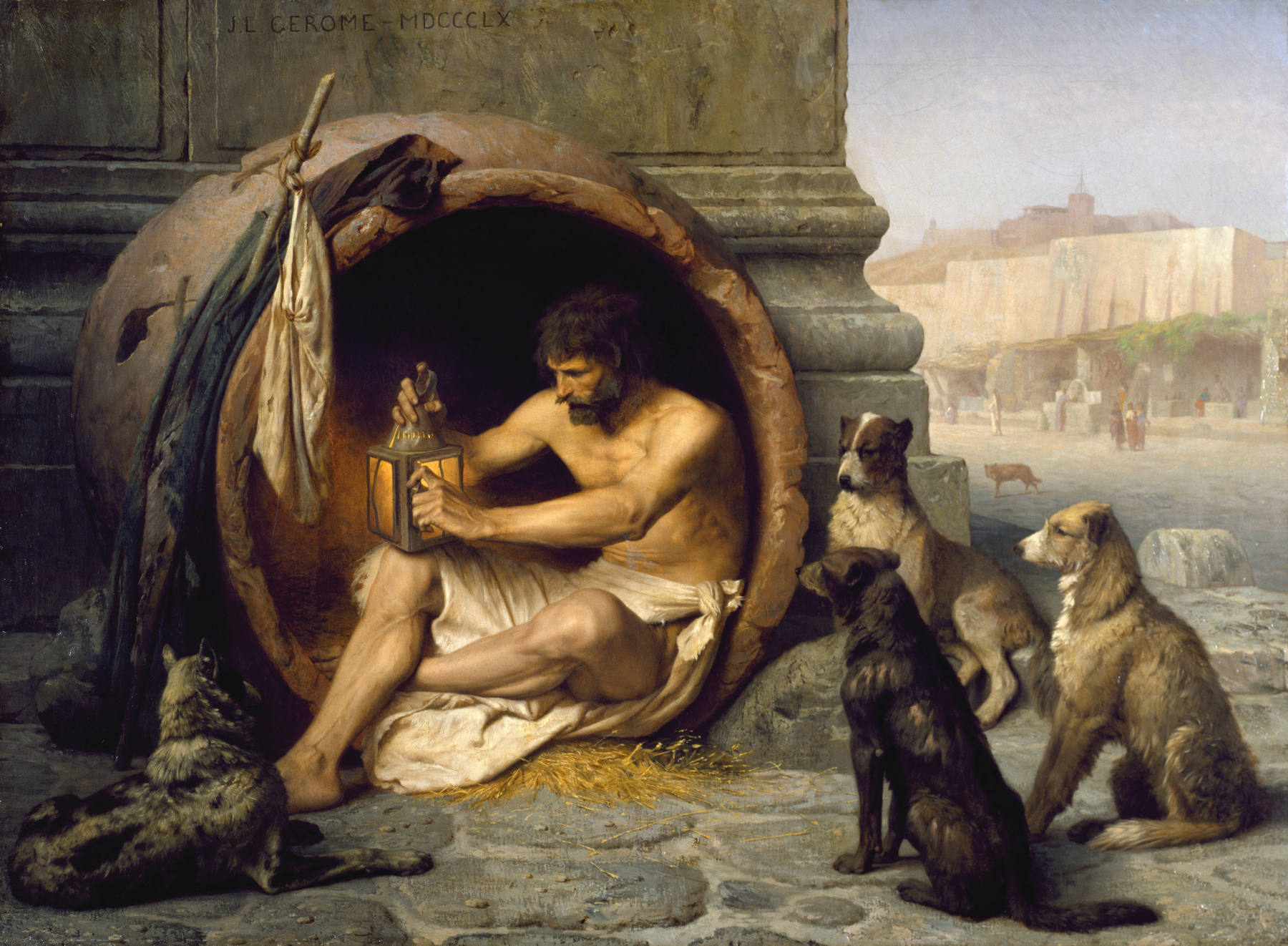
Діоген (Жером).

В музеї цікава збірка європейського живопису 16—19 століть доби відродження і бароко, голландських реалістів 17 століття, представників академізму і імпресіонізму Франції 19 століття, яка, однак, поступається збіркам Музею мистецтва Метрополітен, Музею мистецтв Філадельфії чи Національній галереї в місті Вашингтон.

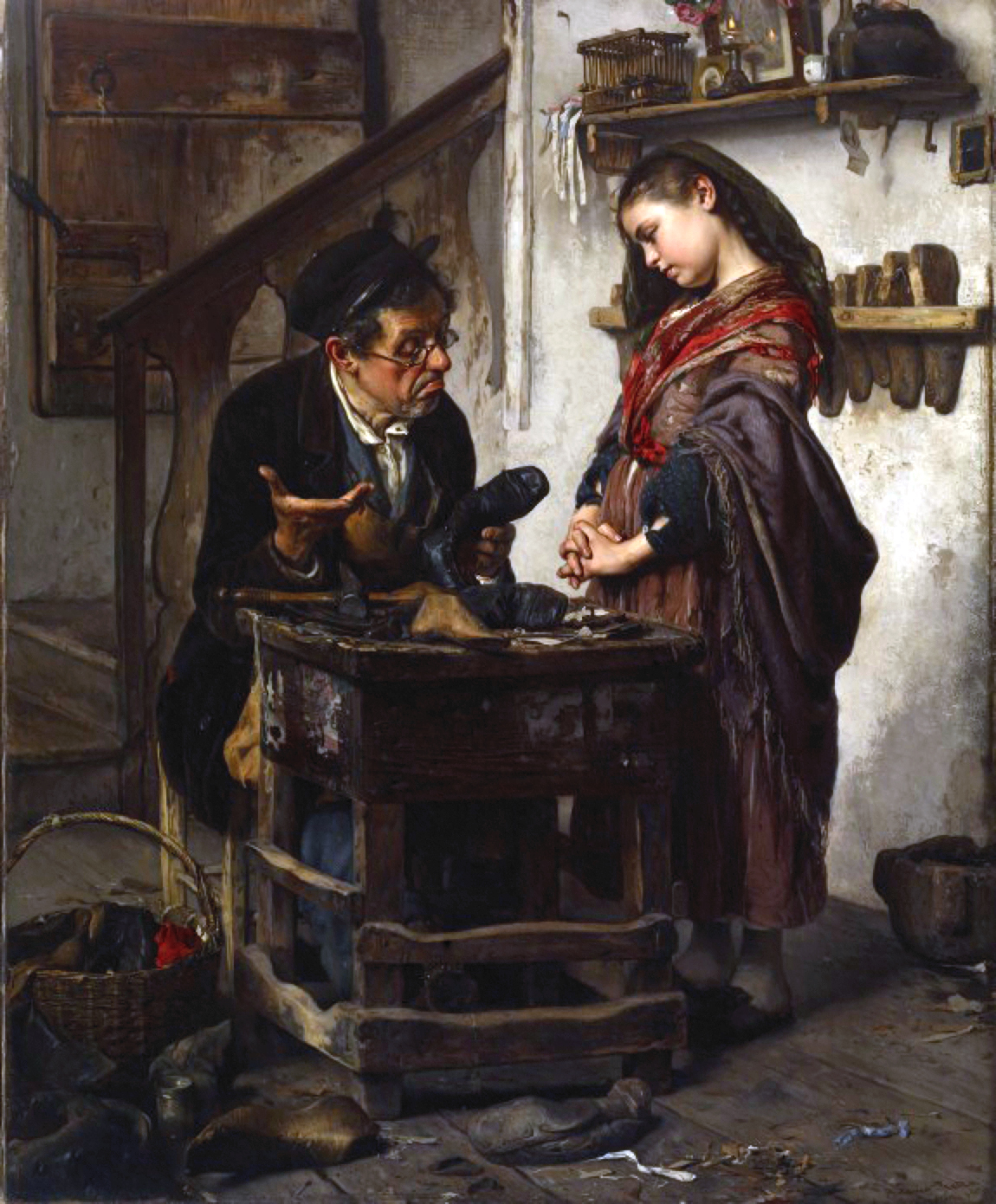
Антонио Ротта: "Взуття ремонту не підлягає", 1855
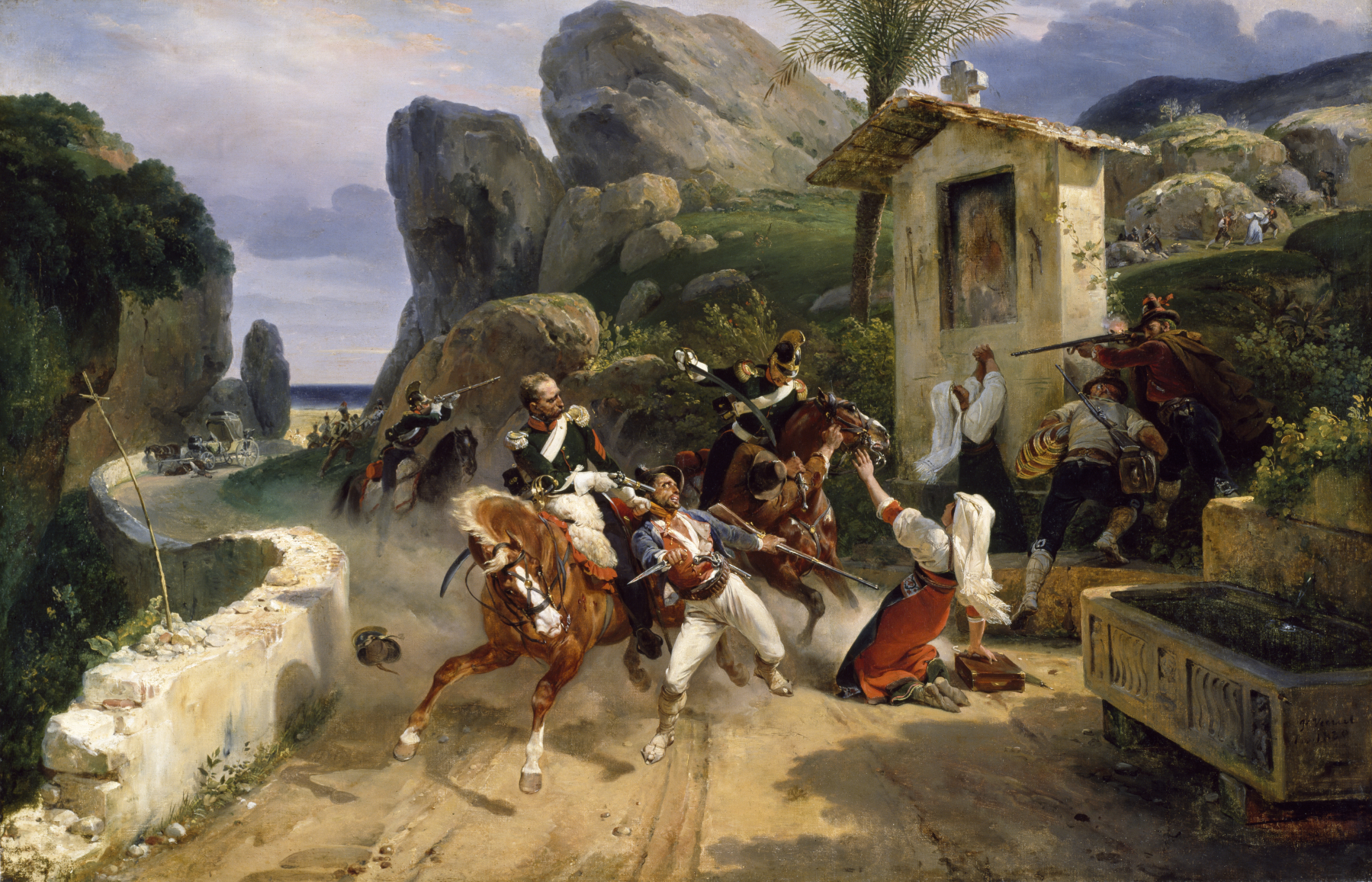
Орас Верне. «Вояки папи римського атакують італійських грабіжників», 1831 р., Художній музей Волтерс
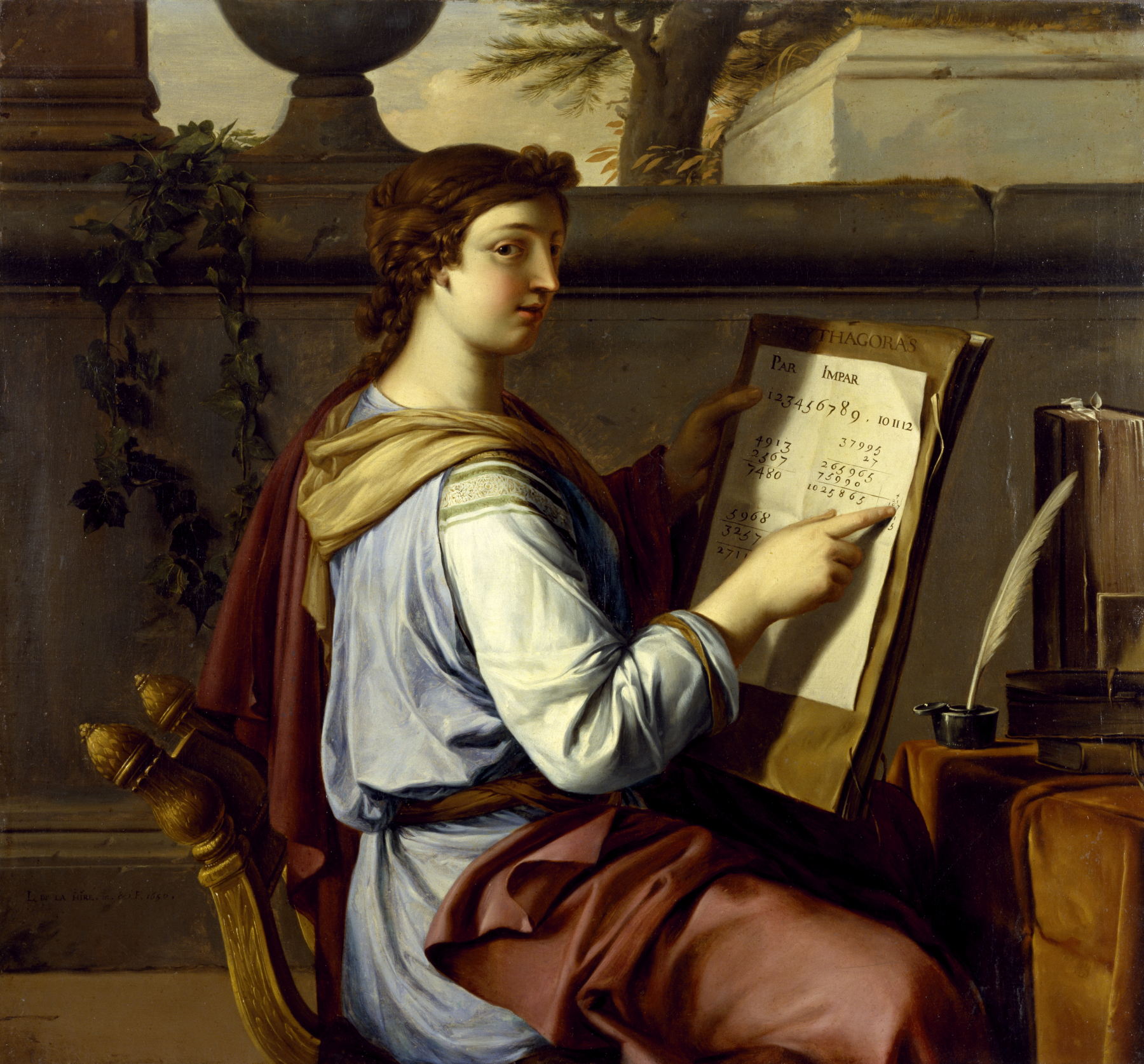
Лоран де ла Гір. «Алегорія Арифметики»
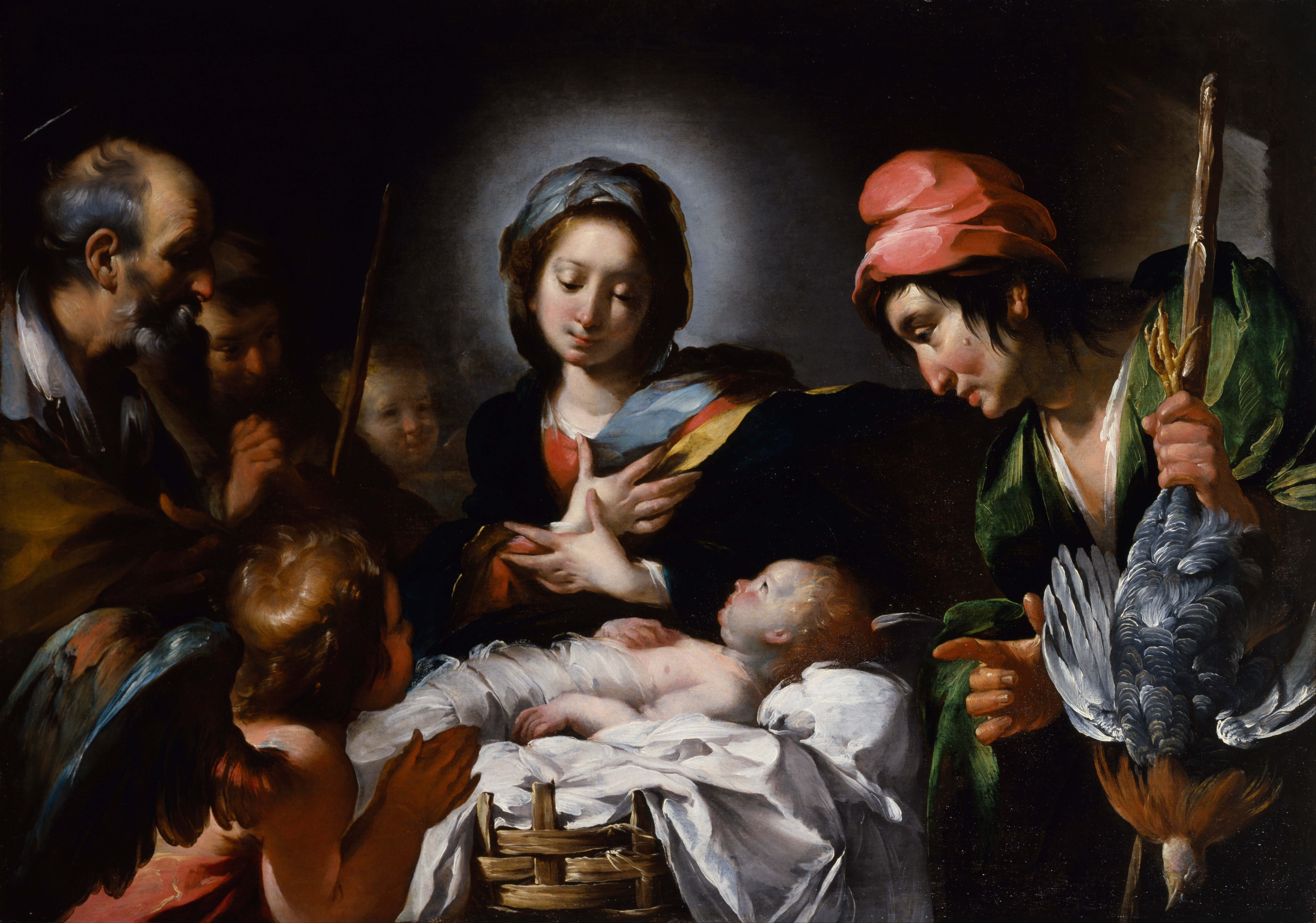
Бернардо Строцці. «Поклоніння пастухів»
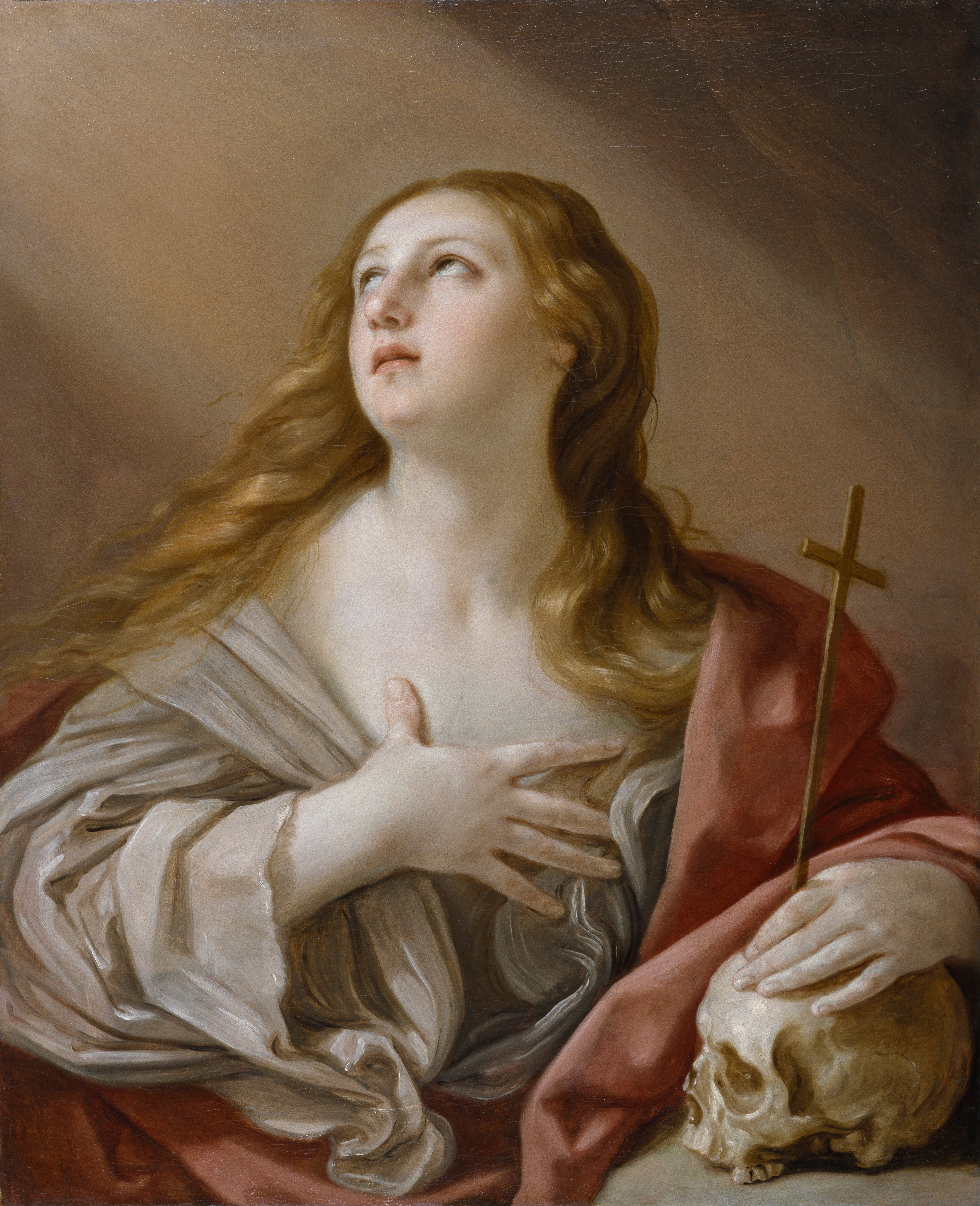
Гвідо Рені. «Каяття Марії Магдалини»
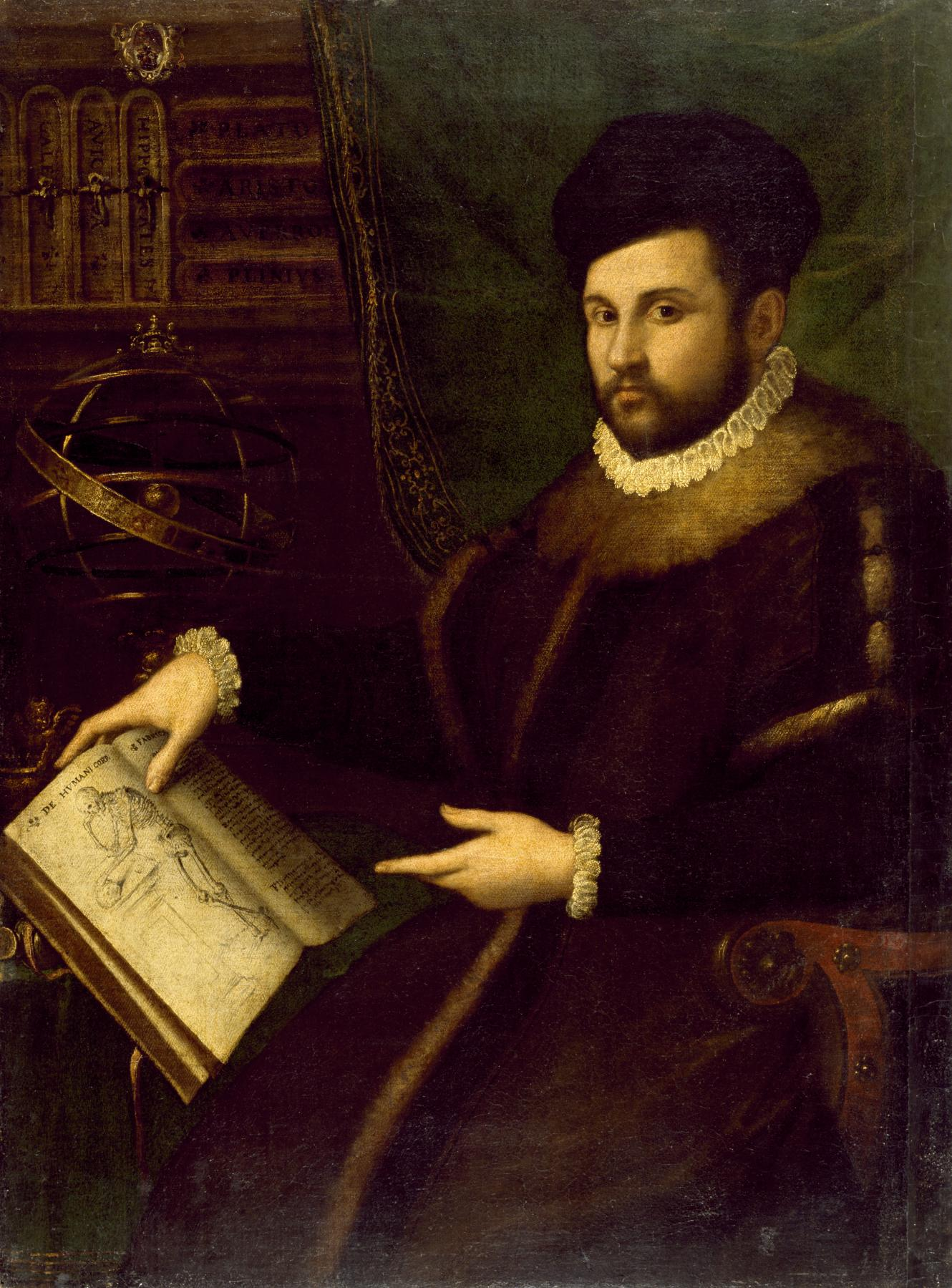
Лавінія Фонтана. «Лікар Джироламо Меркуріале»
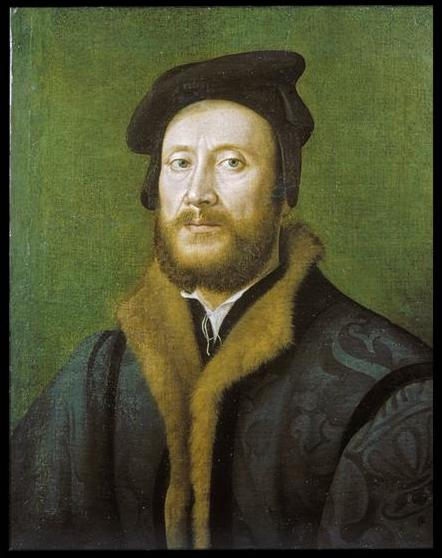
Джироламо Буджардіні. «Аристократ з Болоньї», бл. 1525 року.
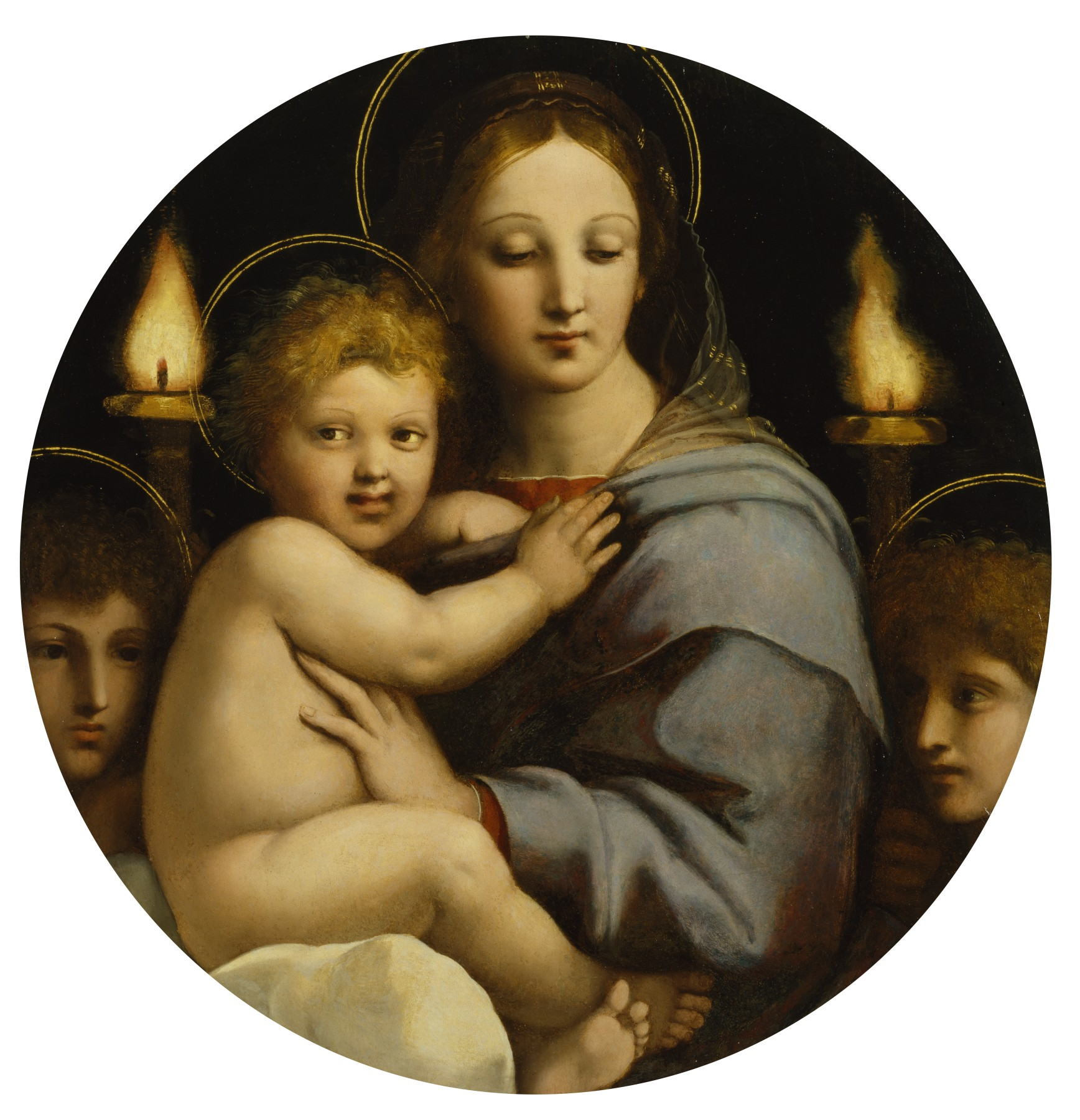
Рафаель. «Мадонна з канделябрами», бл. 1513 року.
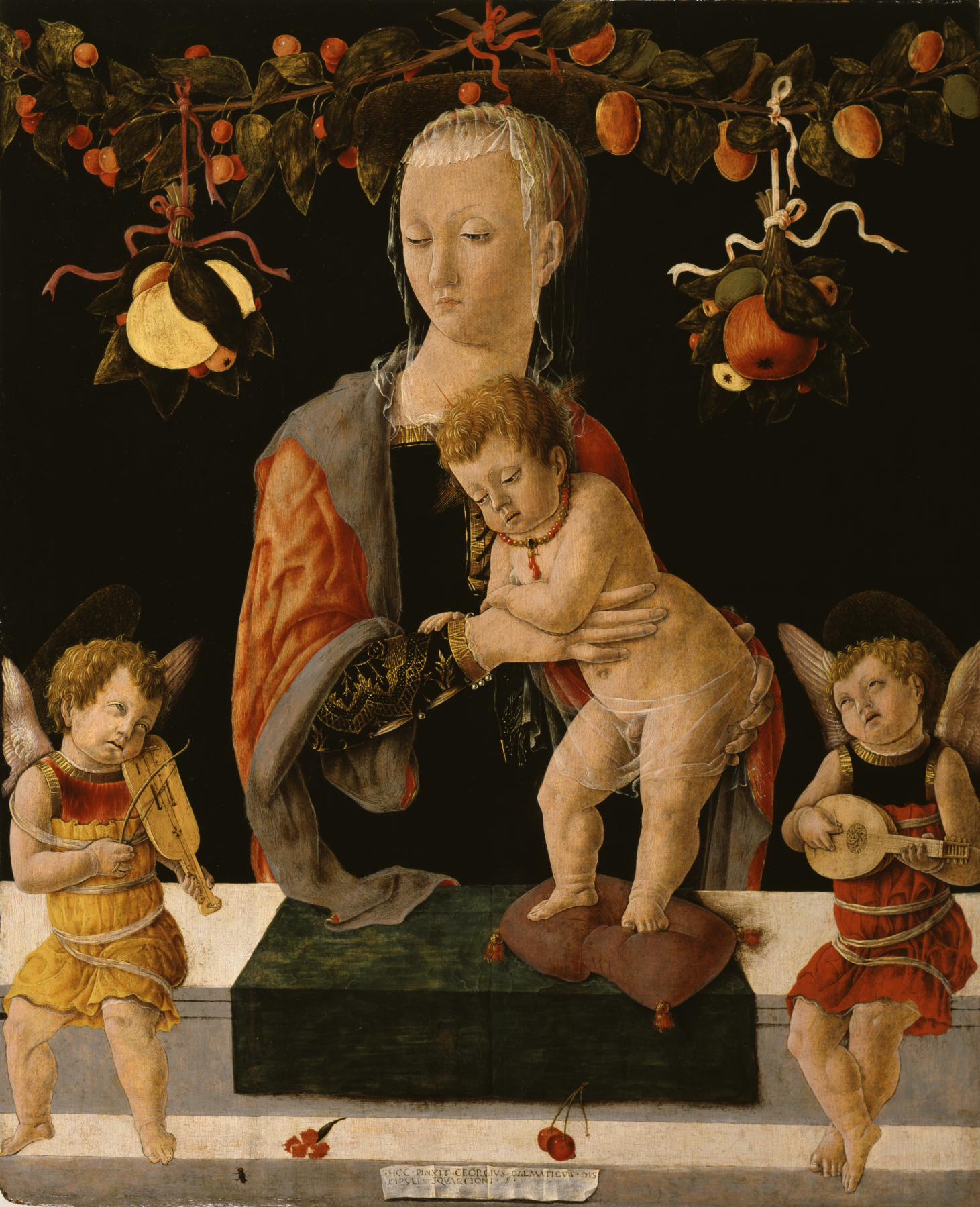
Джорджо Скьявоне. «Мадонна з немовлям і янголами», 1460 рік.
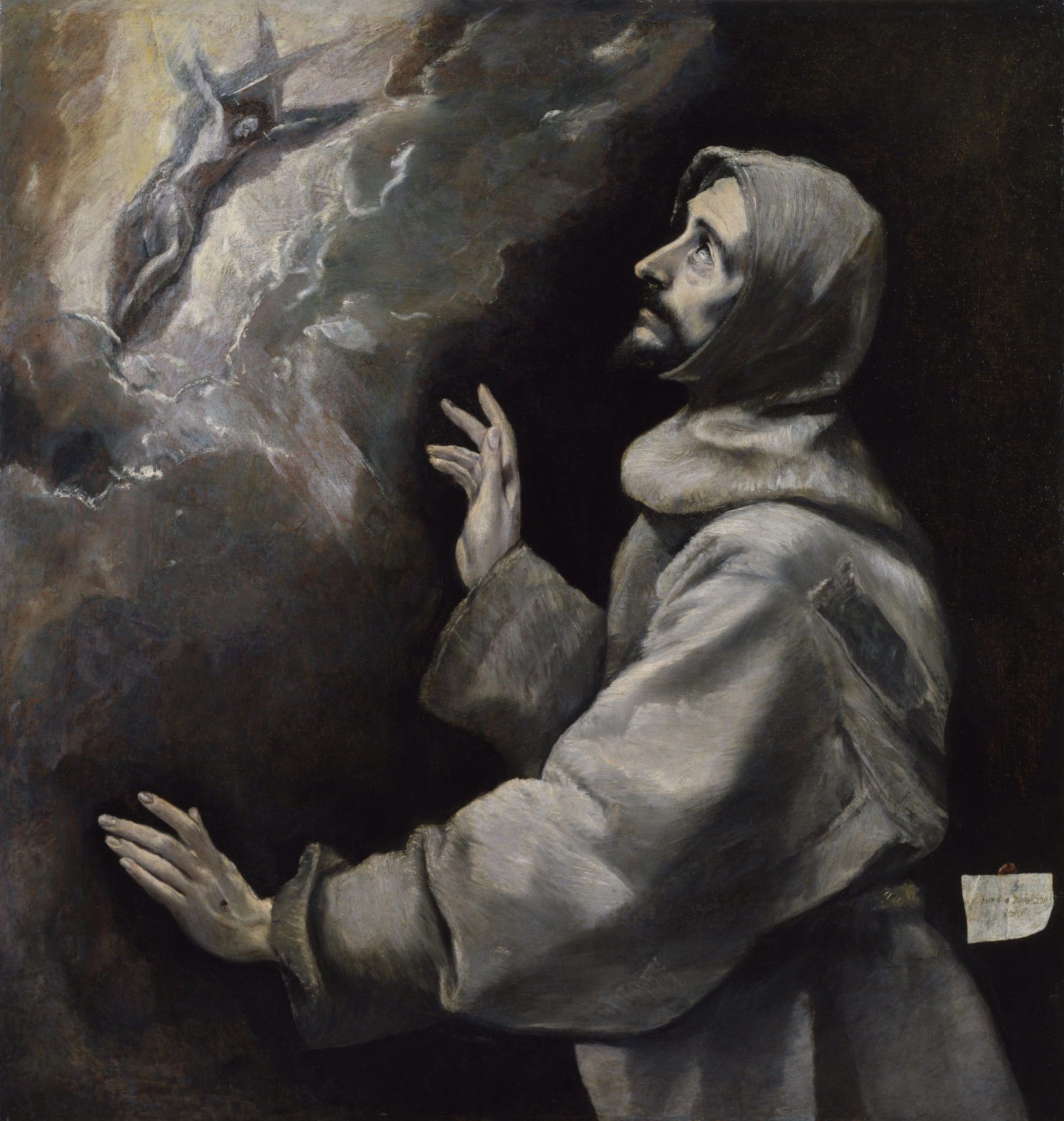
Ель Греко. «Святий Франциск отримує стигмати»
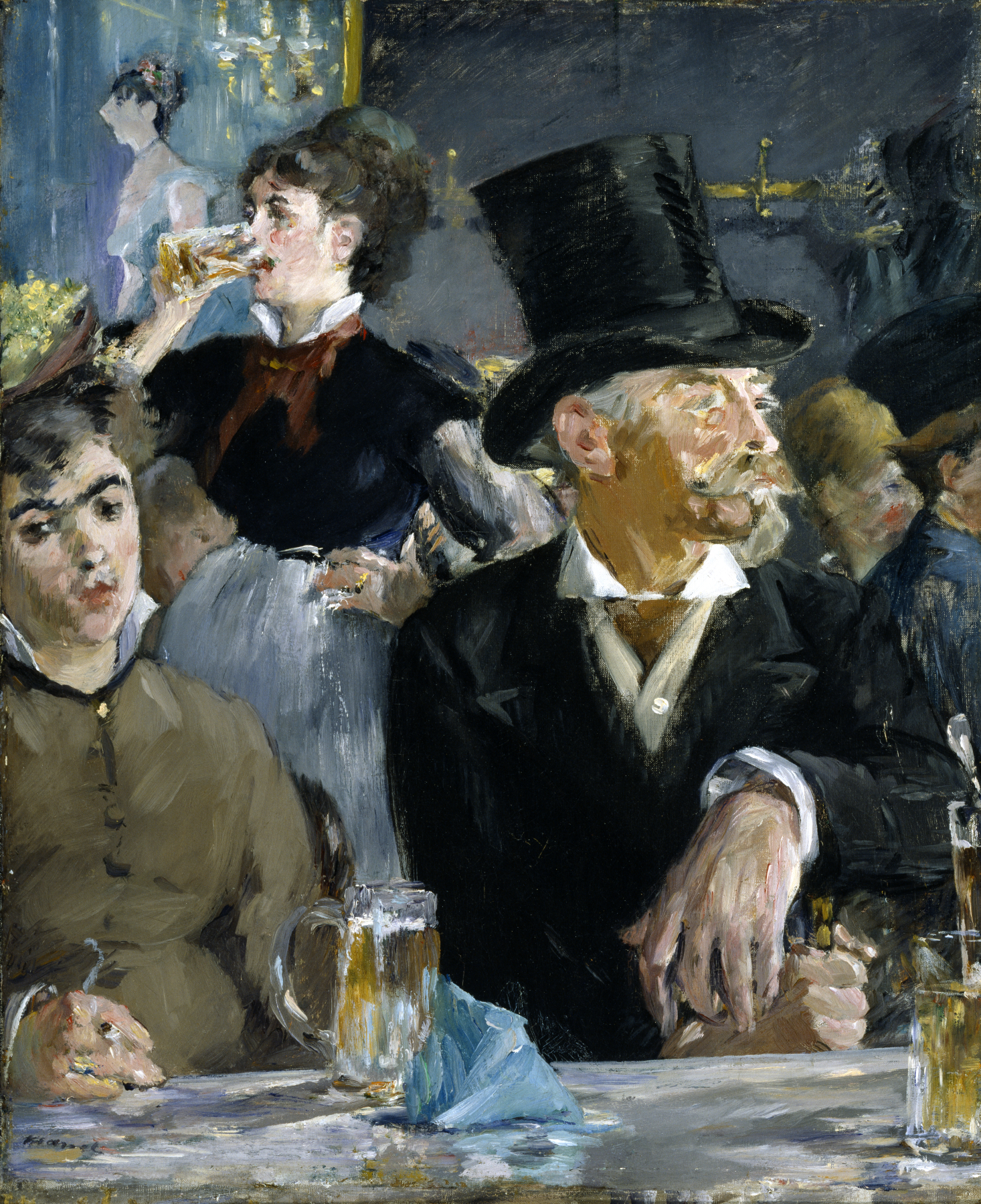
Едуар Мане. «Кафе-концерт»
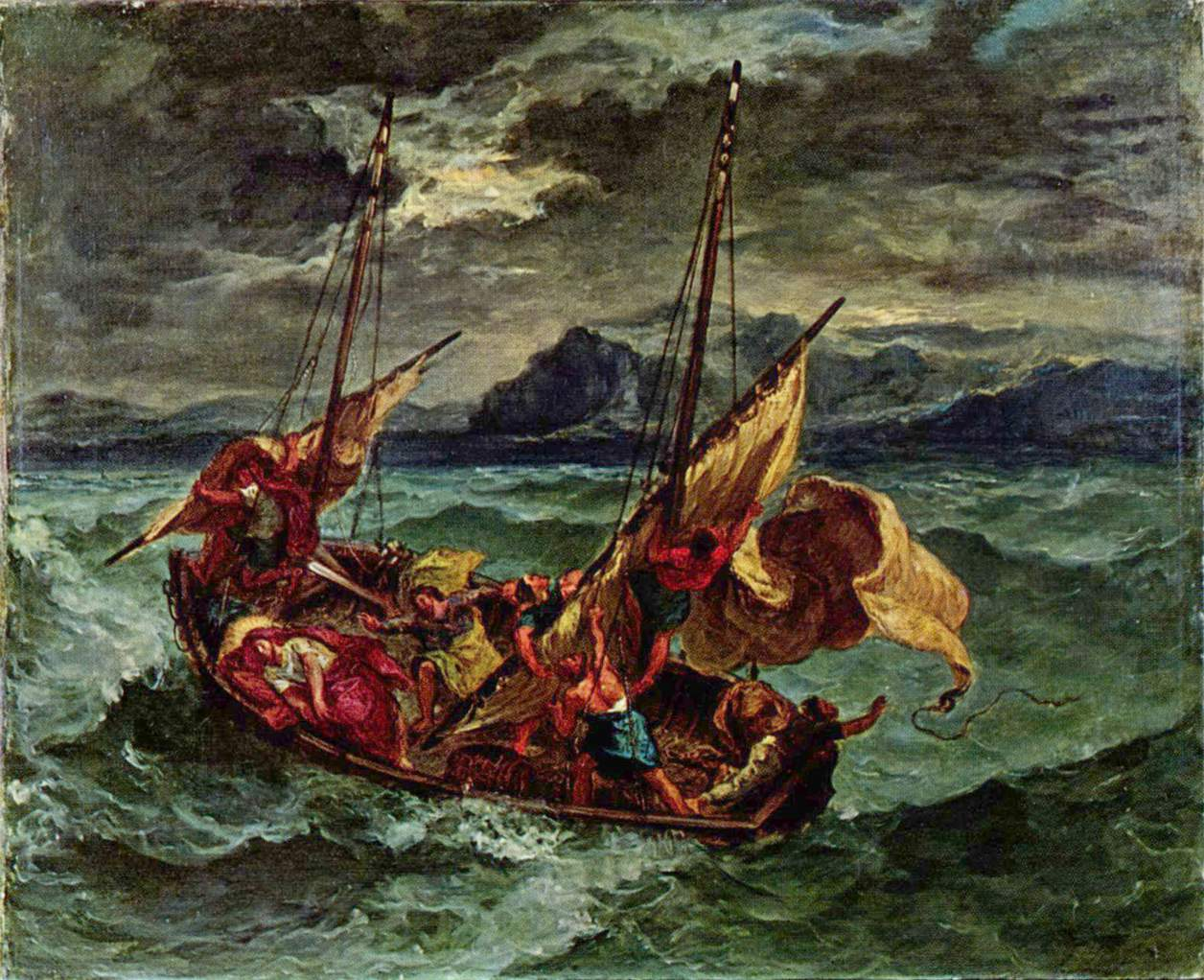
Ежен Делакруа. «Христос на Генісаретському морі», 1854 рік.
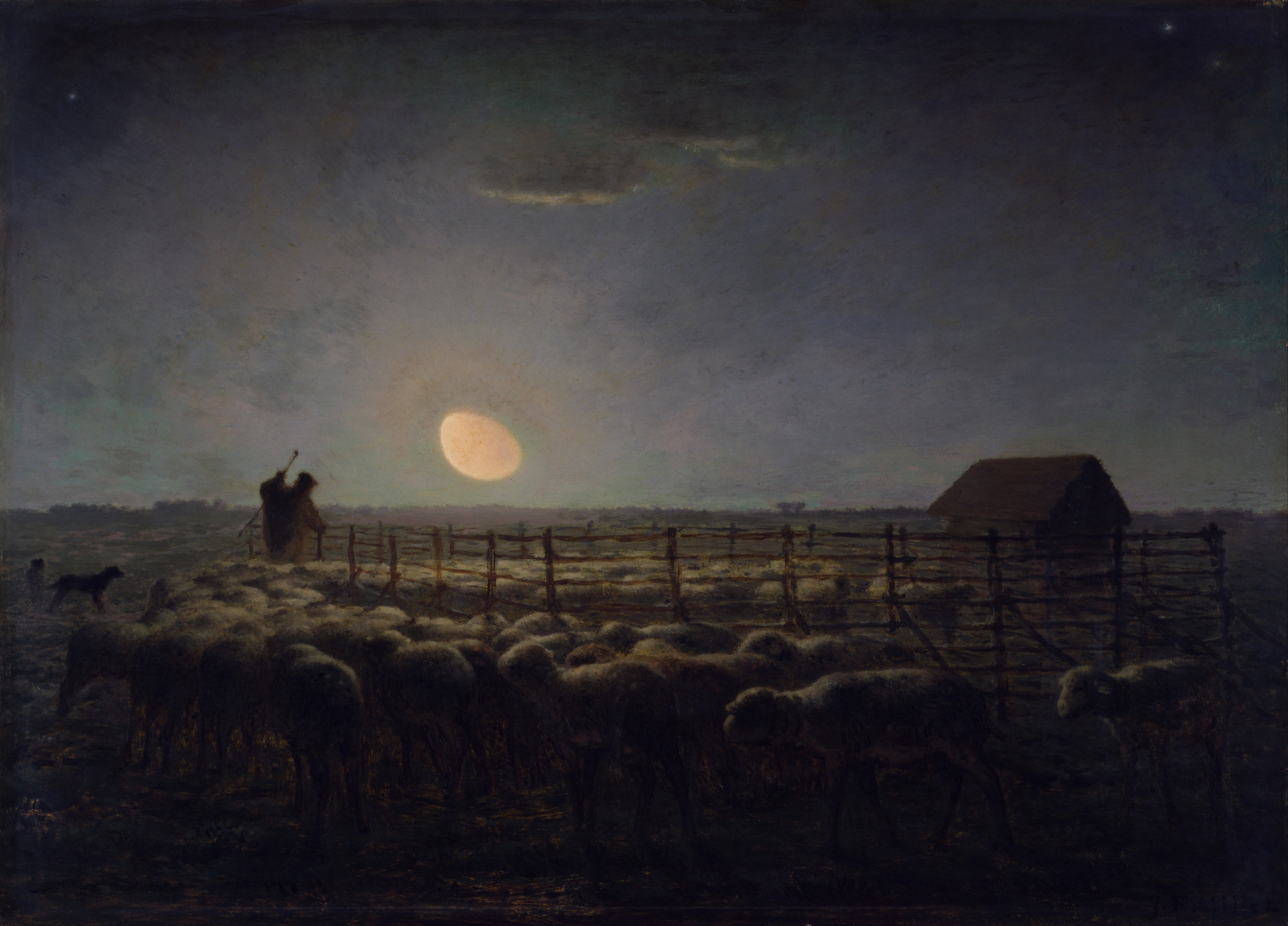
Жан-Франсуа Мілле. «Кошара надвечір», до 1860 року
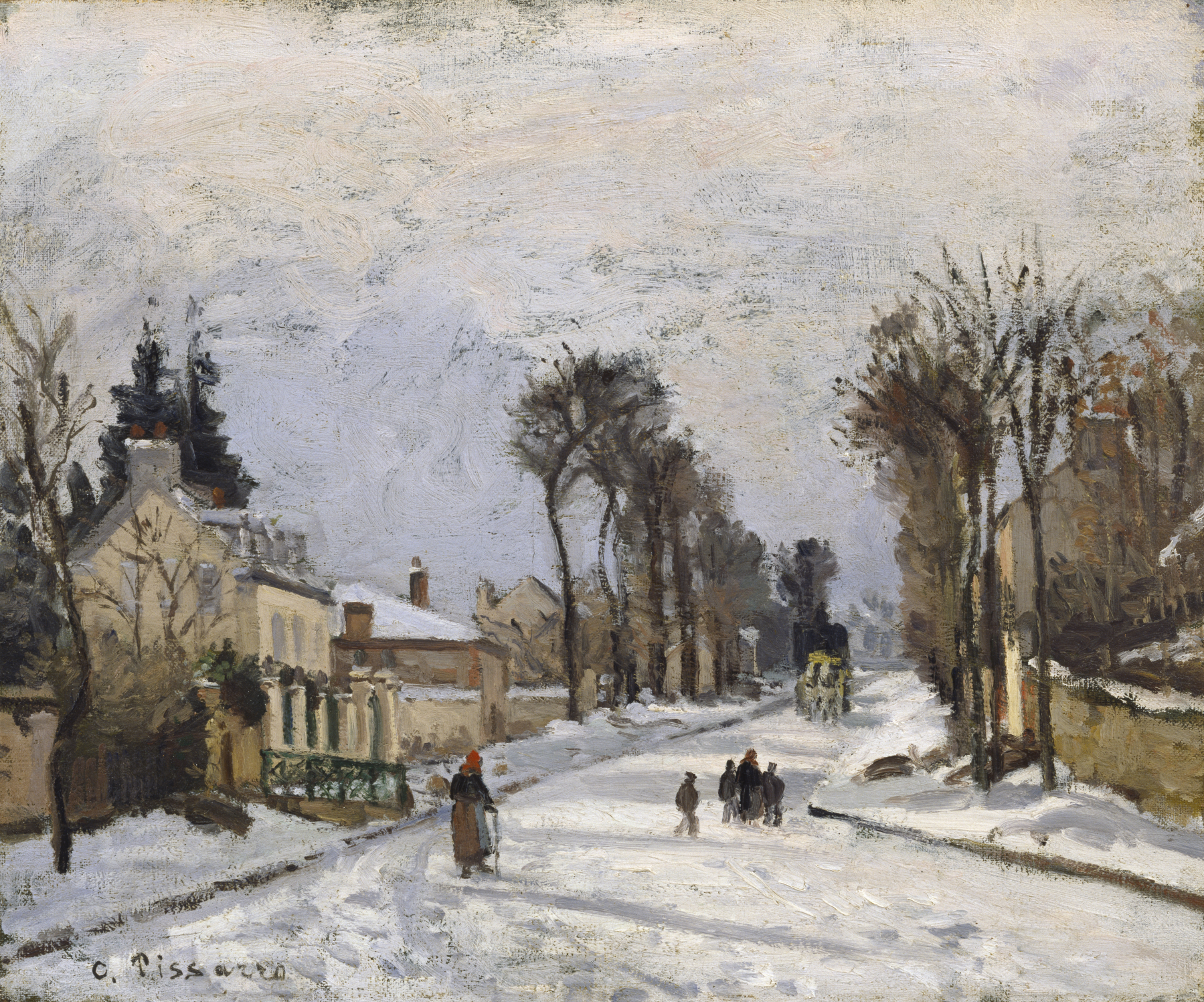
Каміль Піссарро. «Лувенсьєн, шлях на Версаль», 1869 рік.
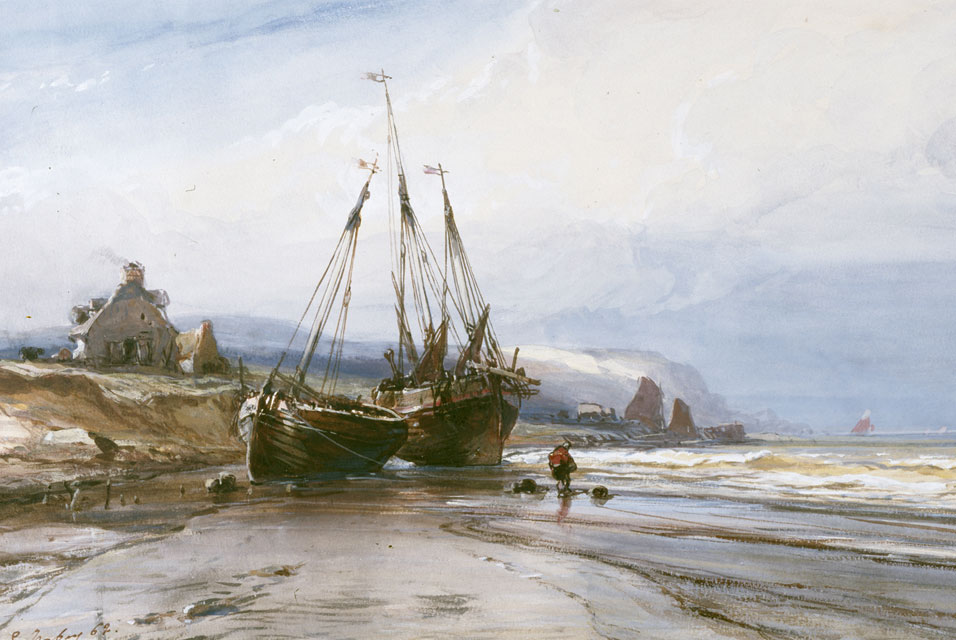
Ежен Ізабе. «Рибальські човни», 1862 рік.

## Художники США в збірці

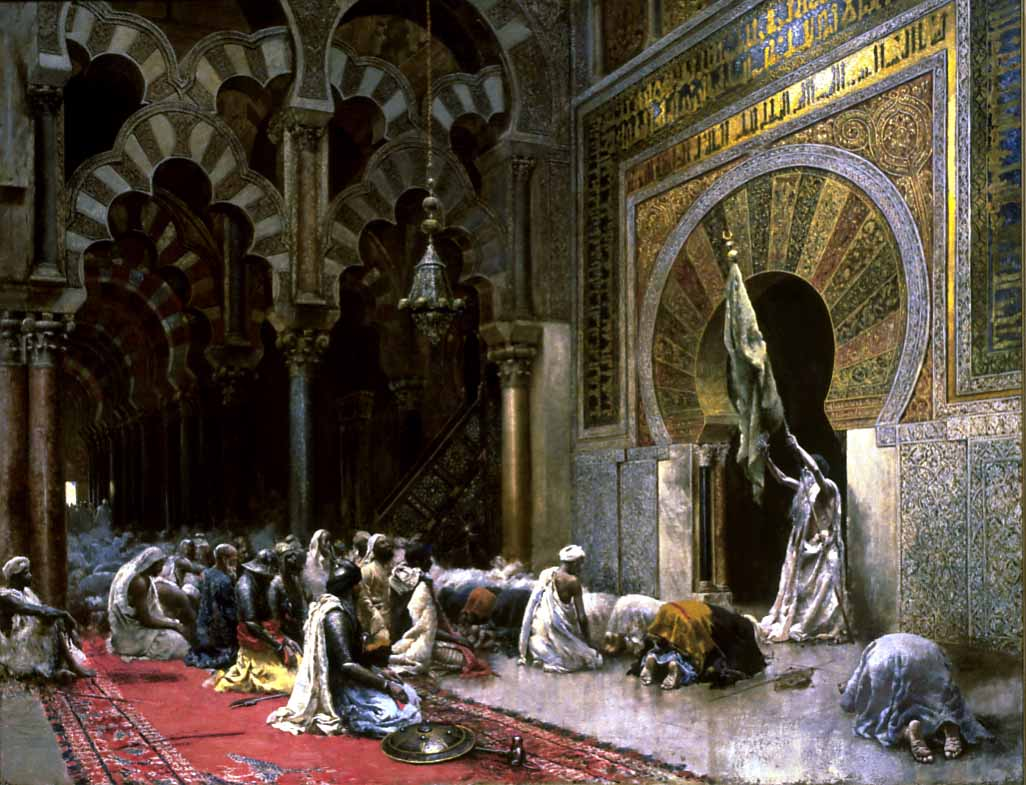
Едвін Лорд Вікз. «Інтер'єр Кордовської мечеті», бл. 1880 р.
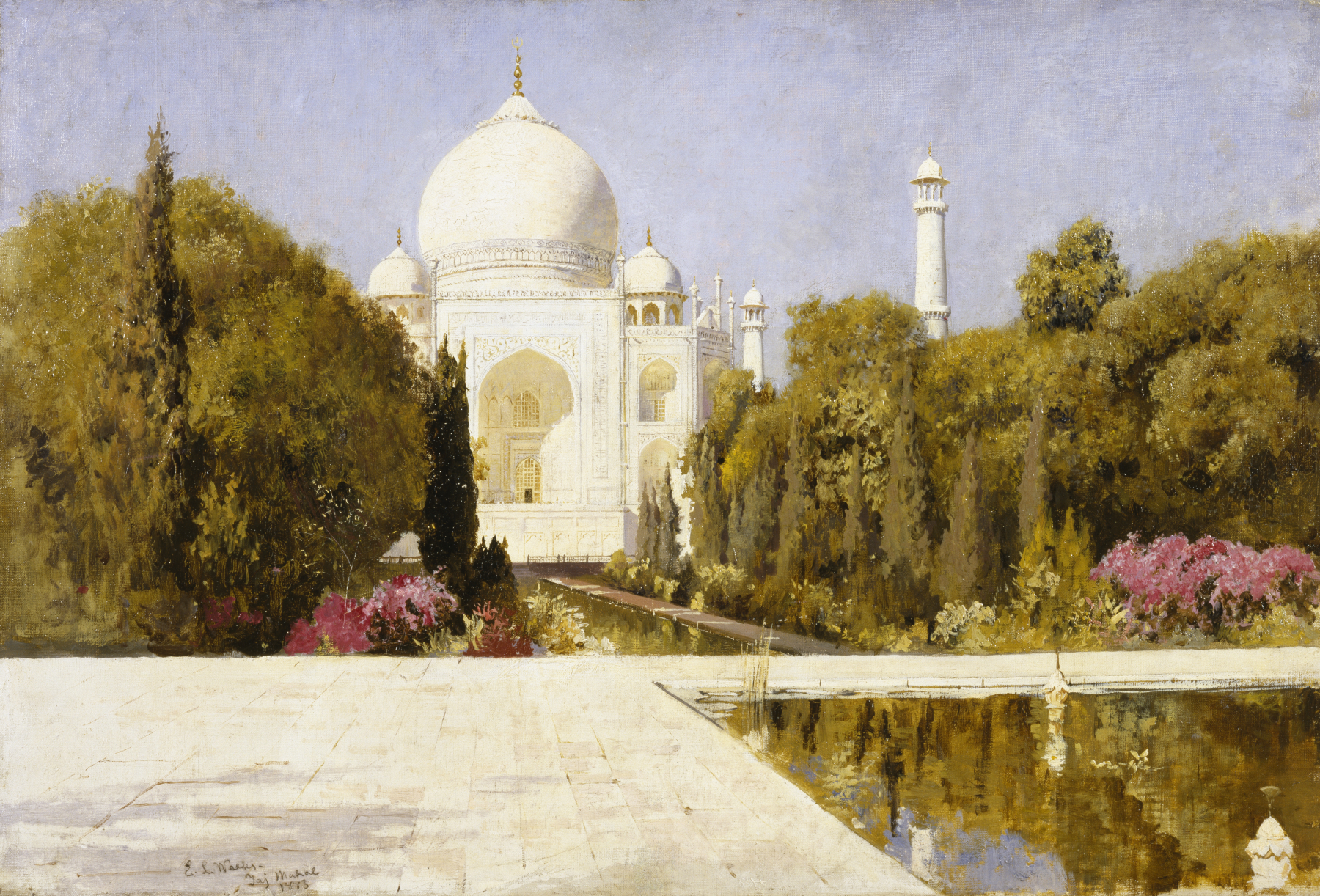
Едвін Лорд Вікз.«Мавзолей Тадж Махал з боку сада», 1883 р.

## Мистецтво доколумбової Америки

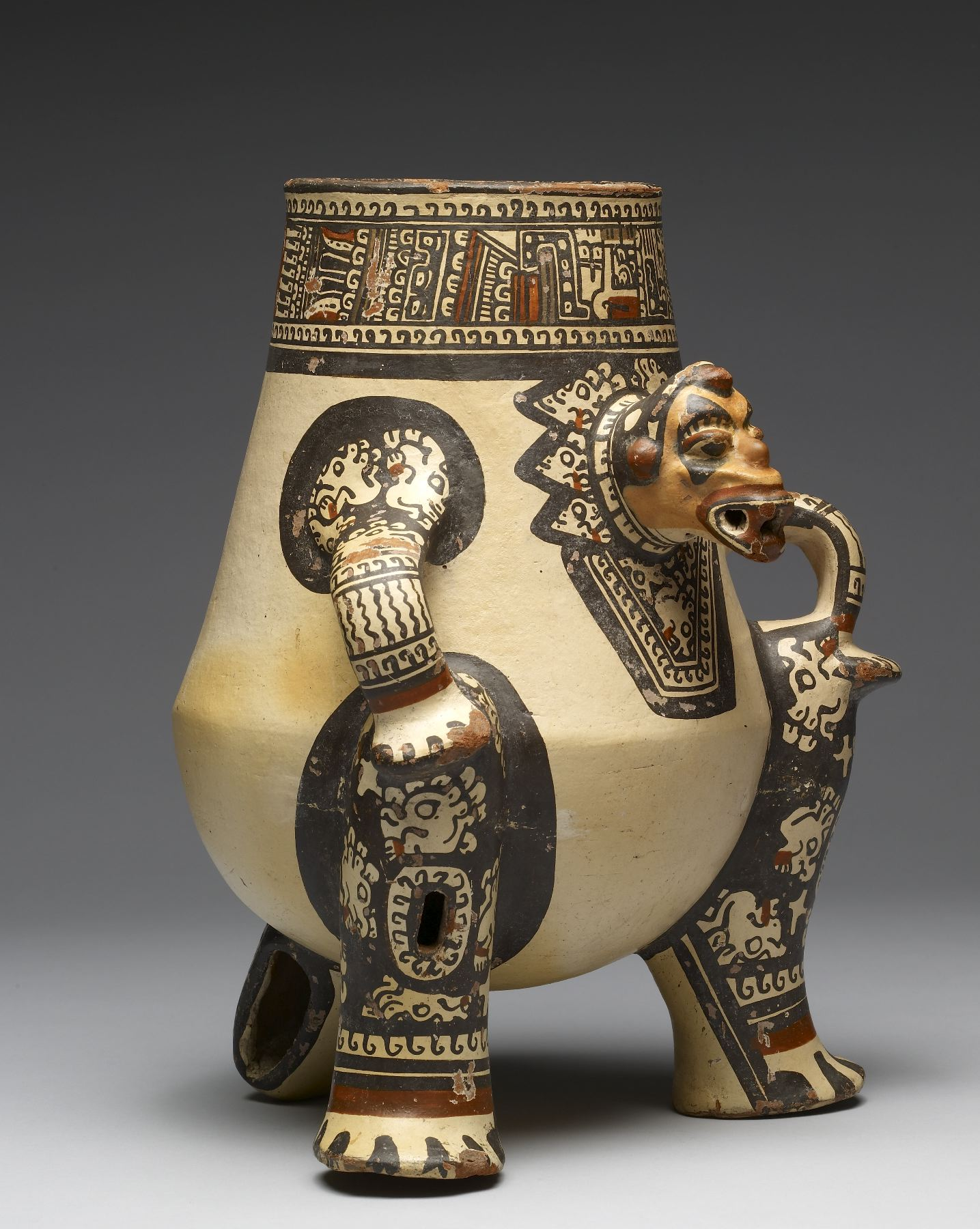
Керамічний келих у вигляді шамана, Коста Рика, період  1000-1350 рр. н.е.
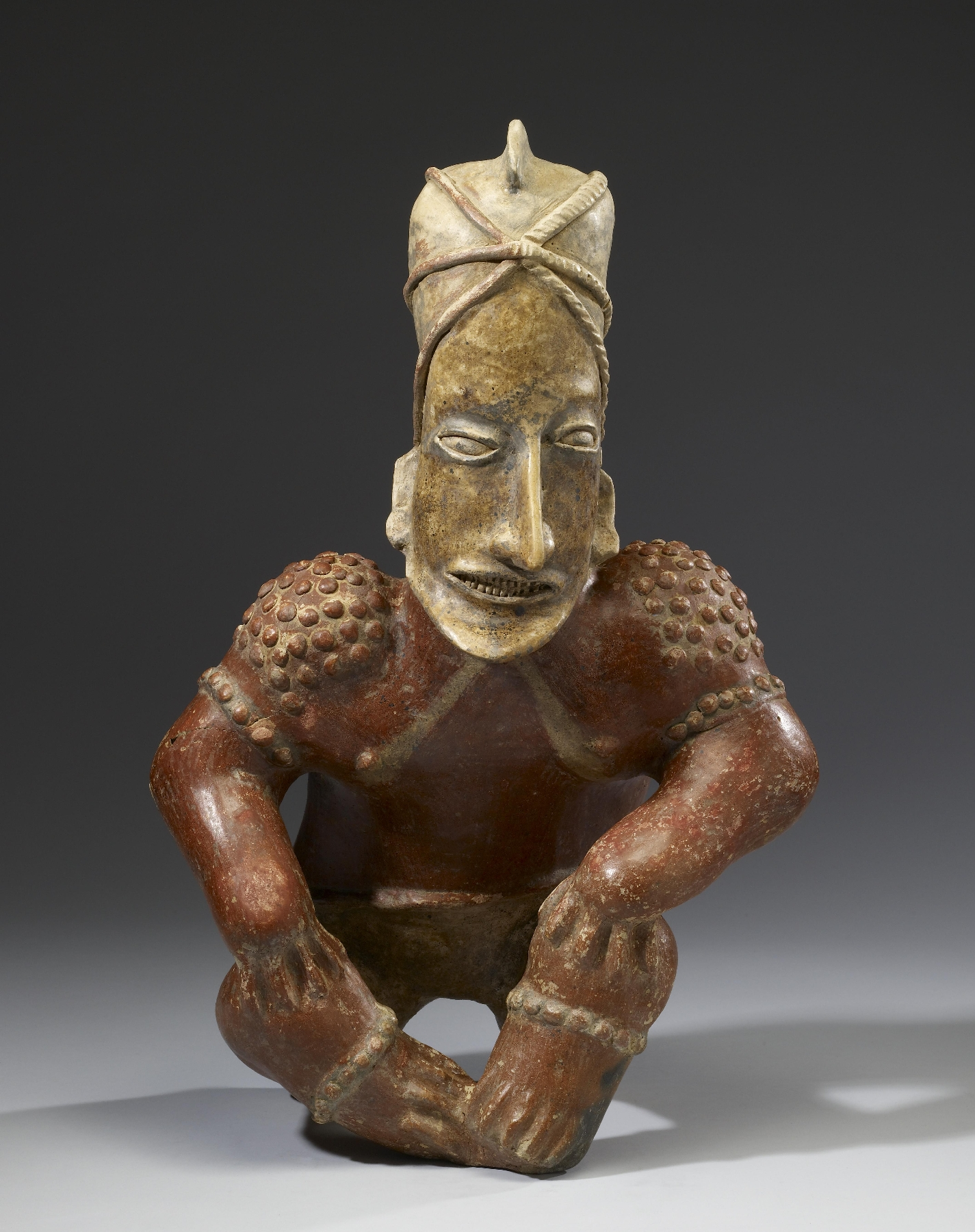
Керамічна фігурка чоловіка у капелюшку, не пізніше 200 р. н.е., Халіскр, Мексика
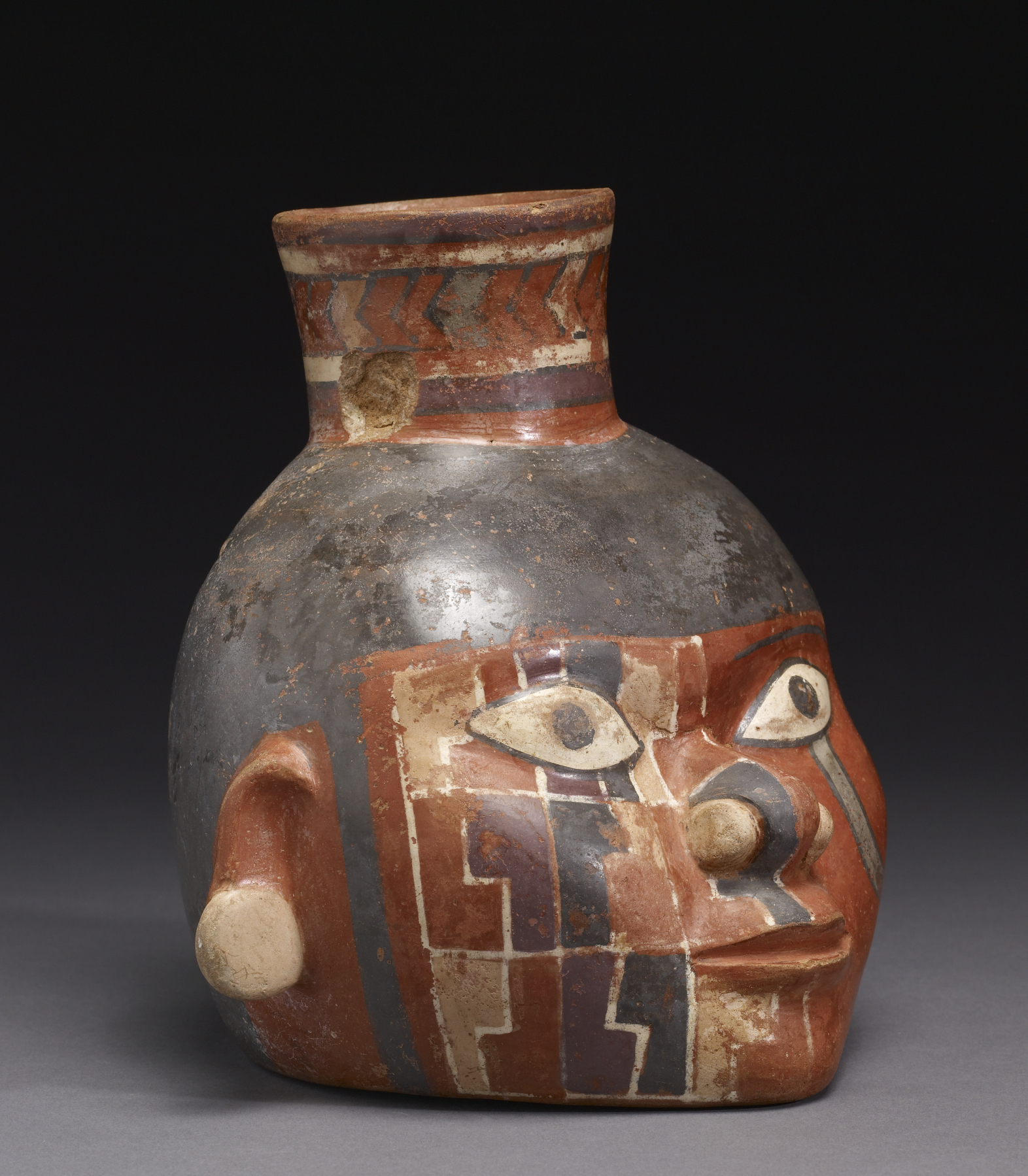
Керамічний глек з обличчям людини, період  650-800 рр. н.е., Перу
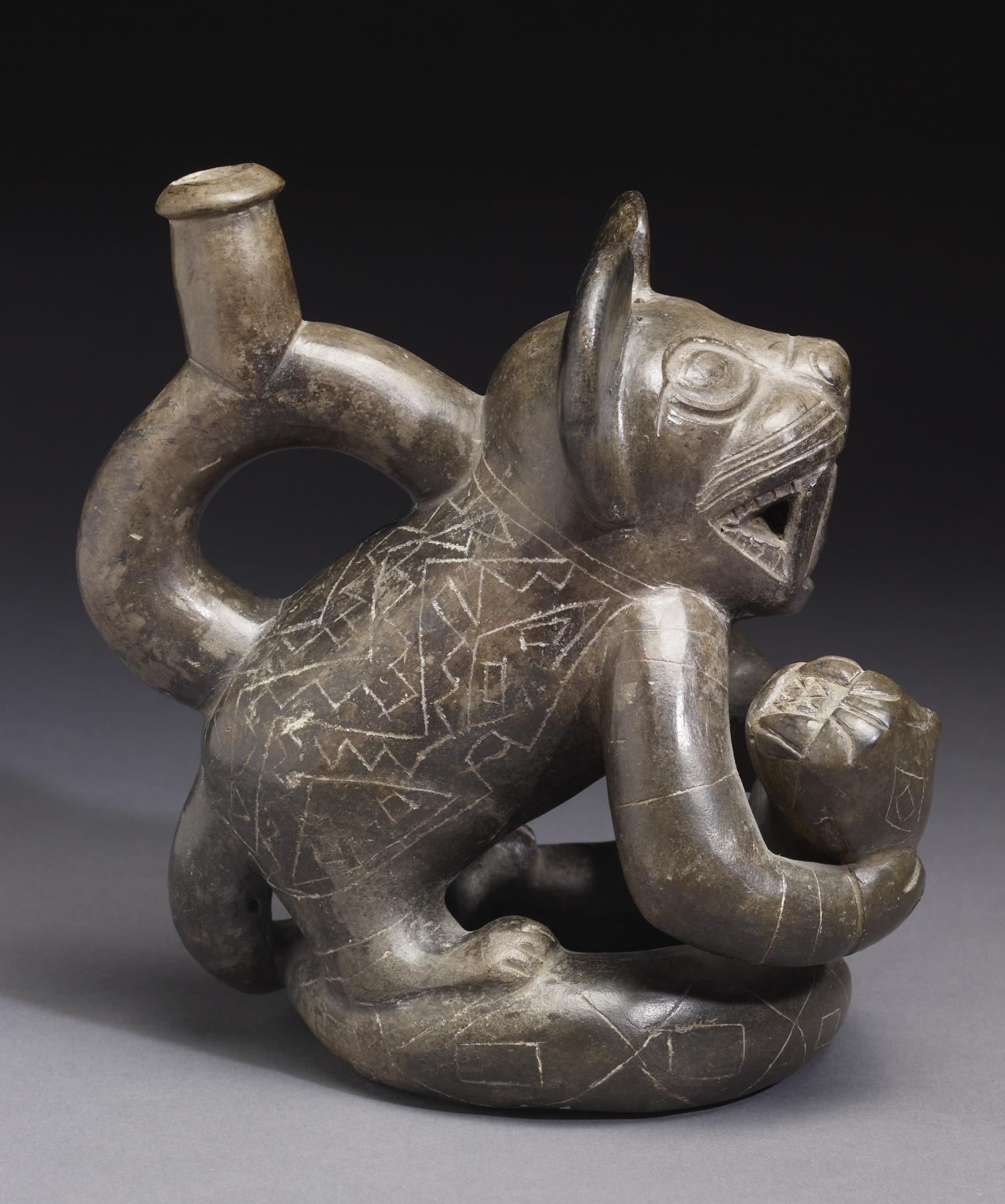
Керамічна ваза у вигляді кота, культура Моче, період 100-800 рр. н.е., Перу
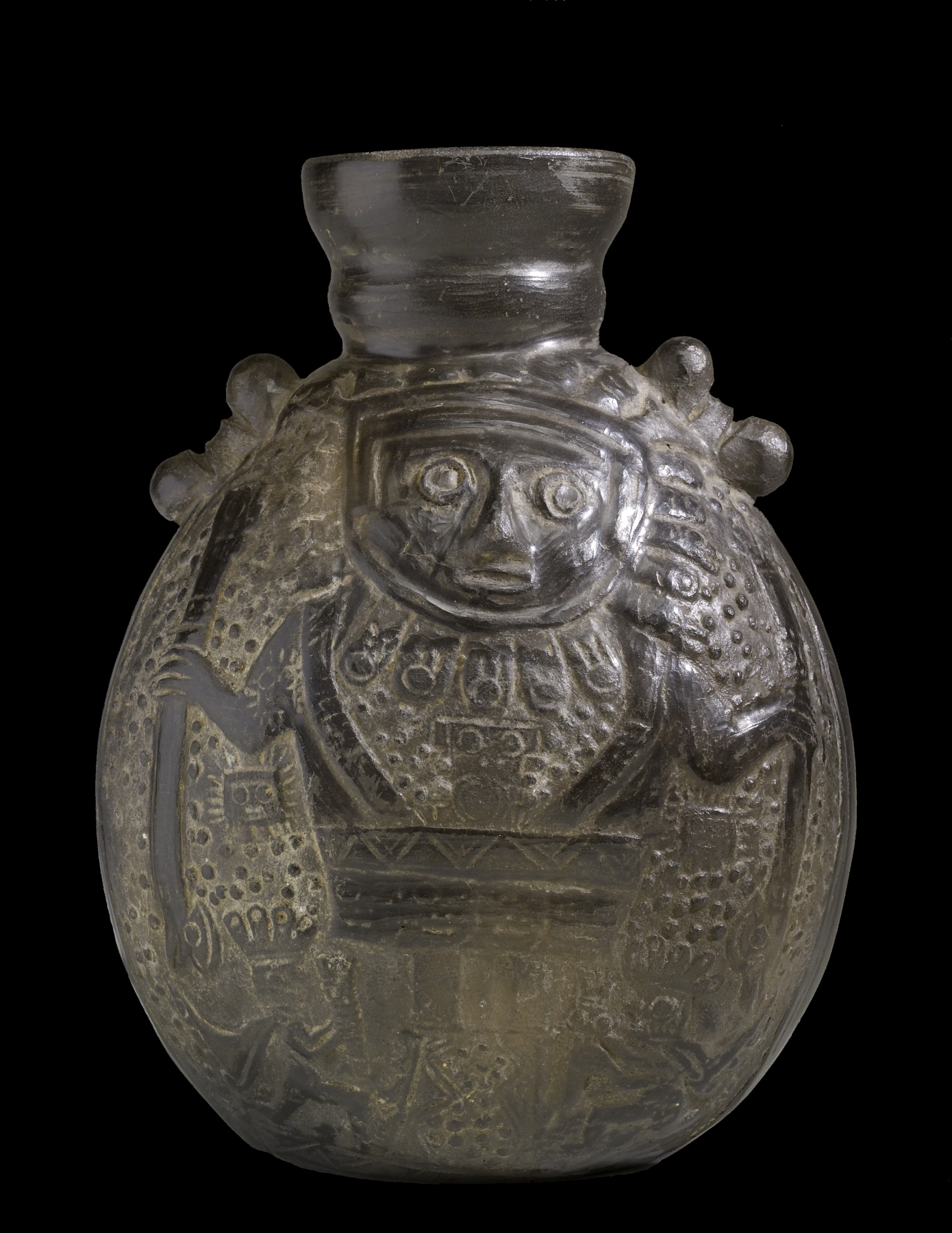
Керамічний флакон, культура чиму, Перу, між 1100-1500 р.н.е.
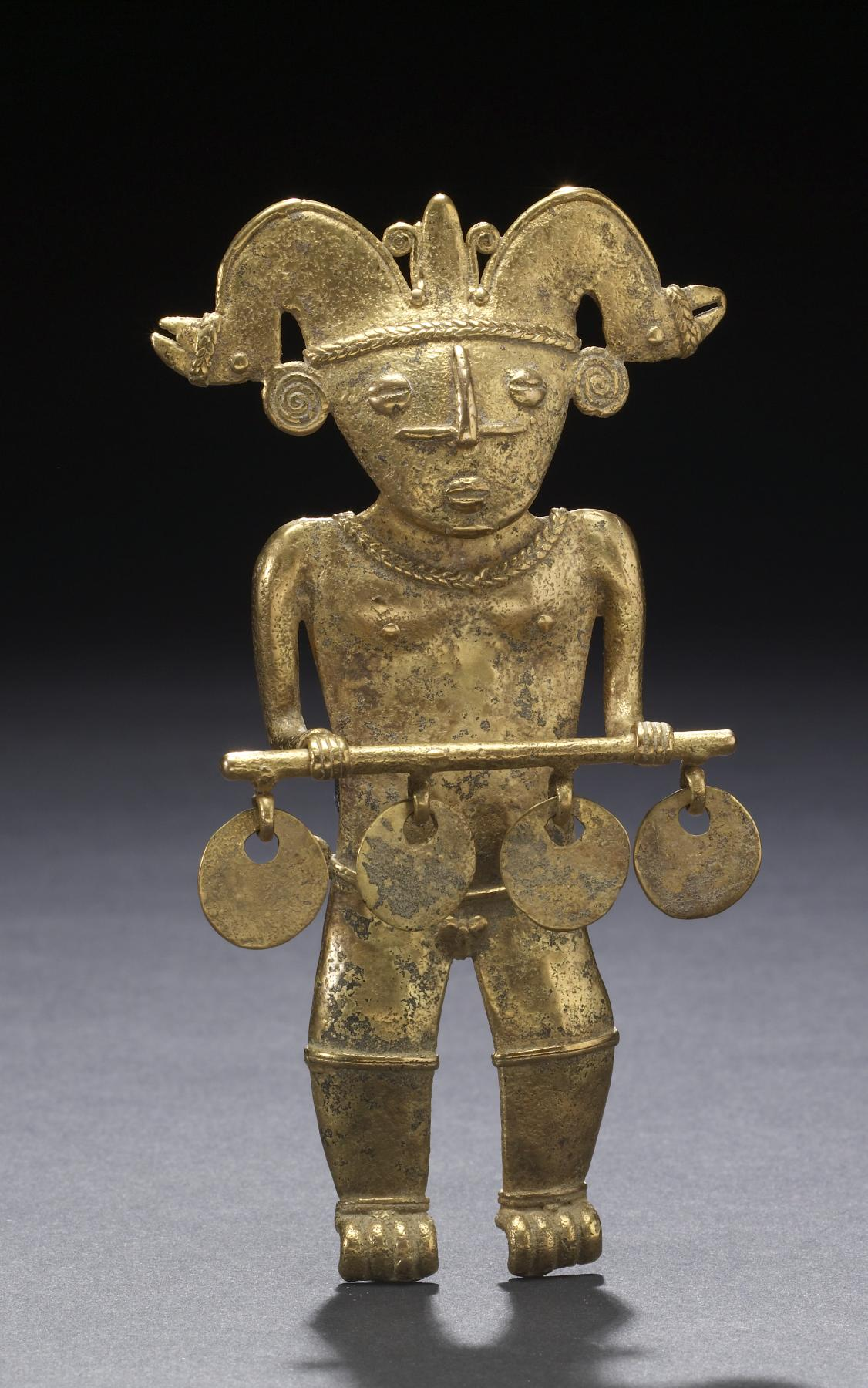
Підвіска у подобі людини, Північно-західна Колумбія, сплав золота, срібла і міді
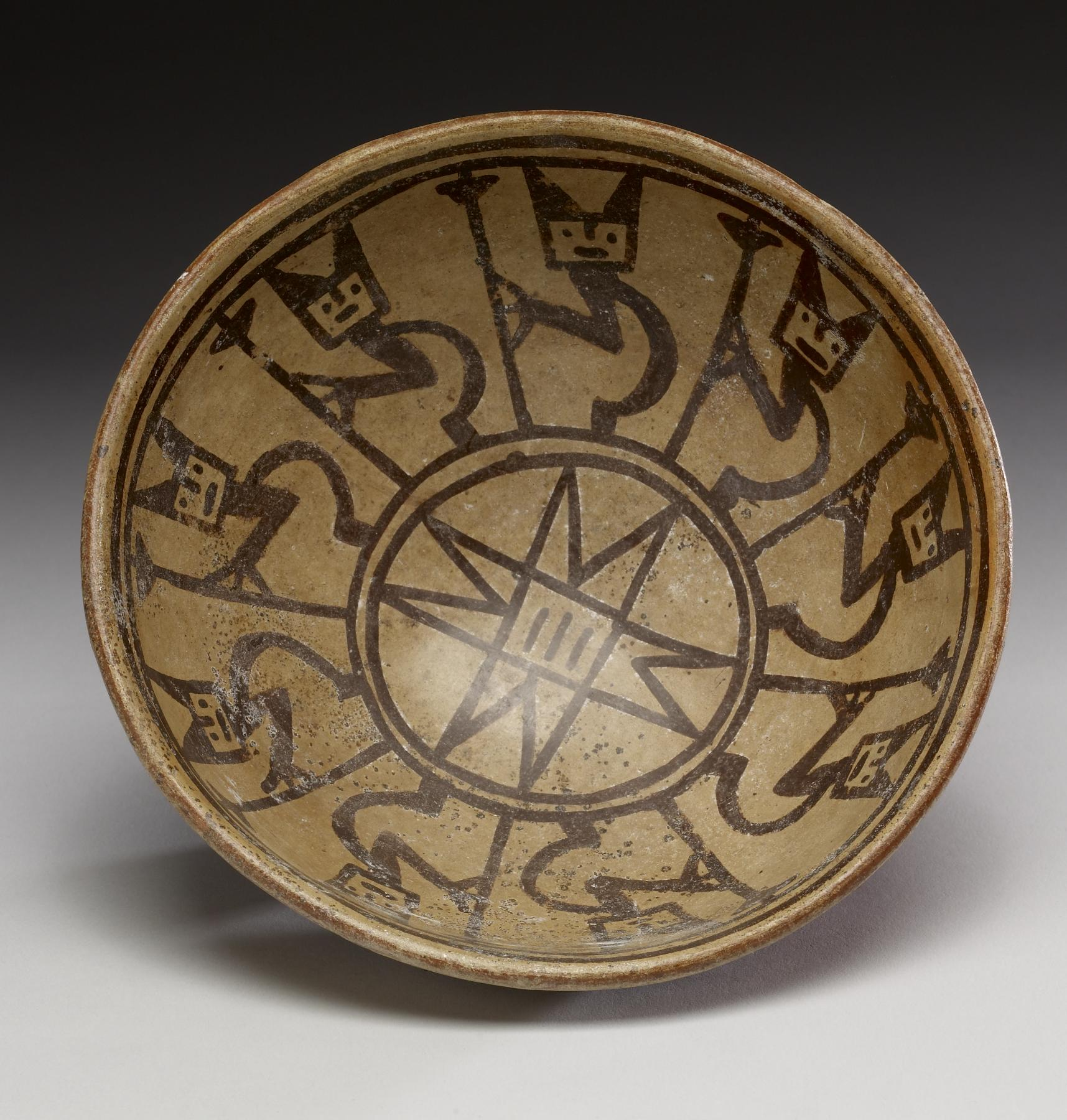
Таріль з розписом, культура Наріньйо, Колумбія (?)
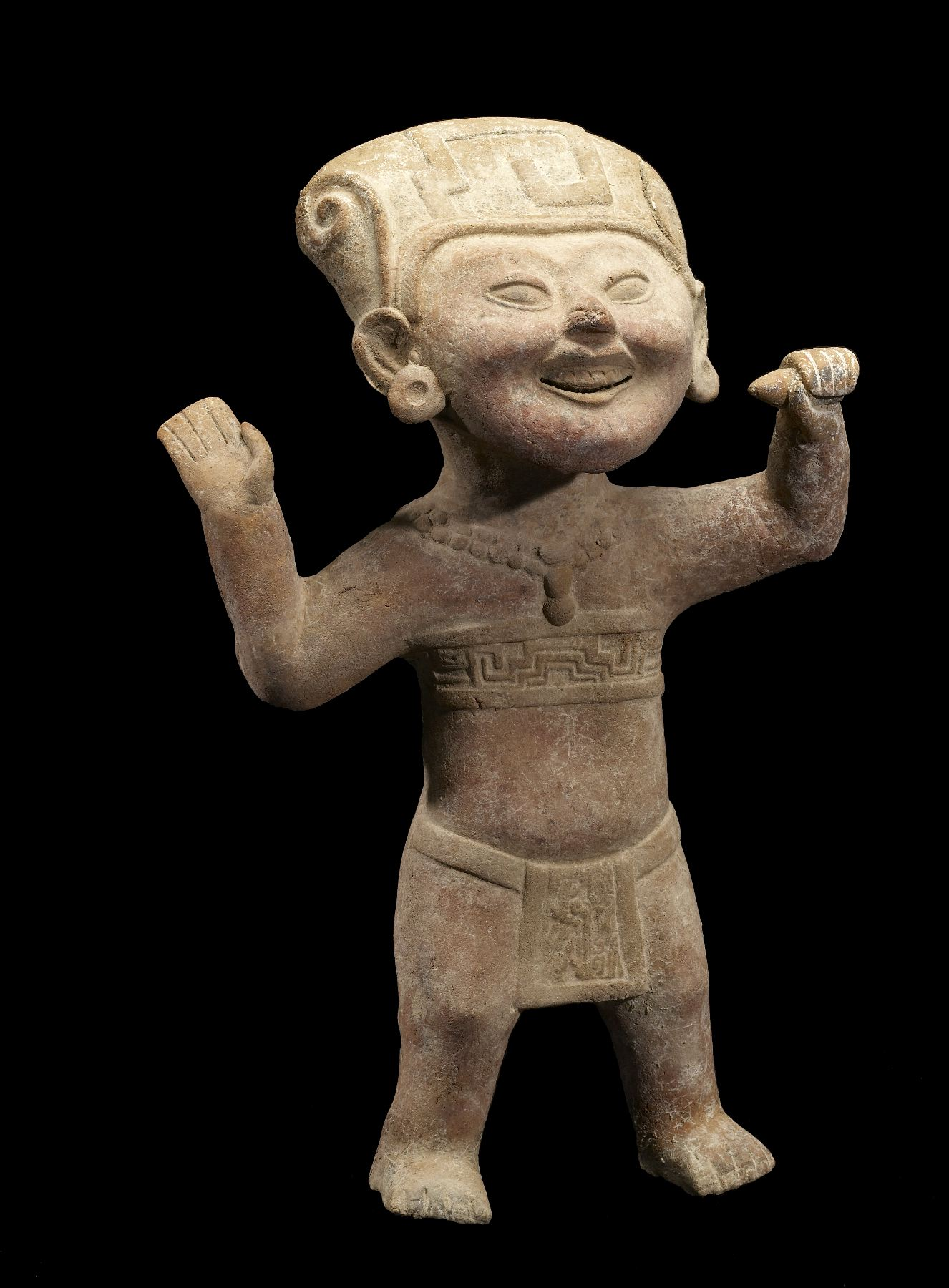
Виконавець ритуалу, кераміка, період  600-800 рр. н.е.,  південь штату Веракрус, Мехіко
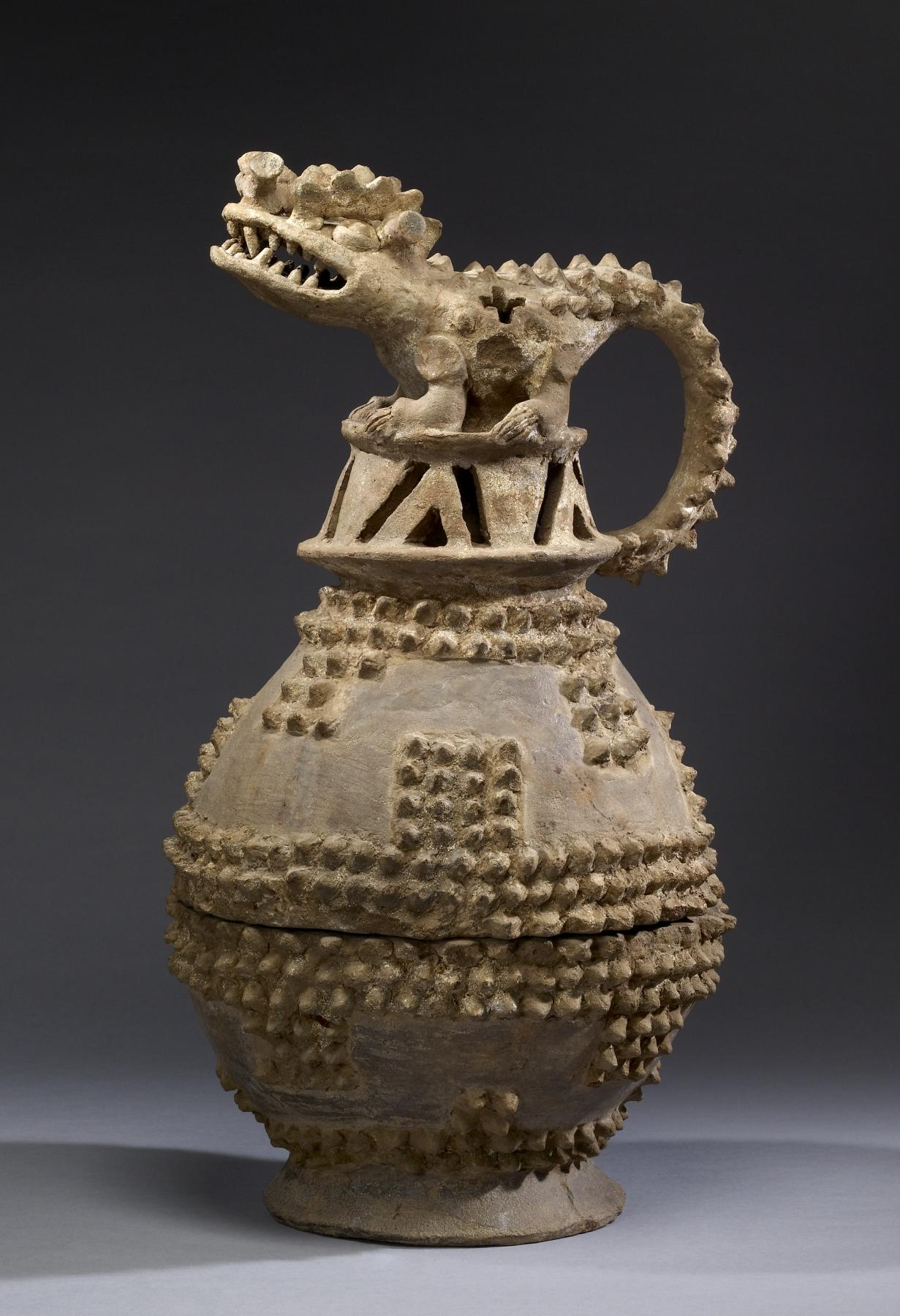
Керамічна ароматниця з фігуркою крокодила, Коста Рика, до 500 р. до н.е.
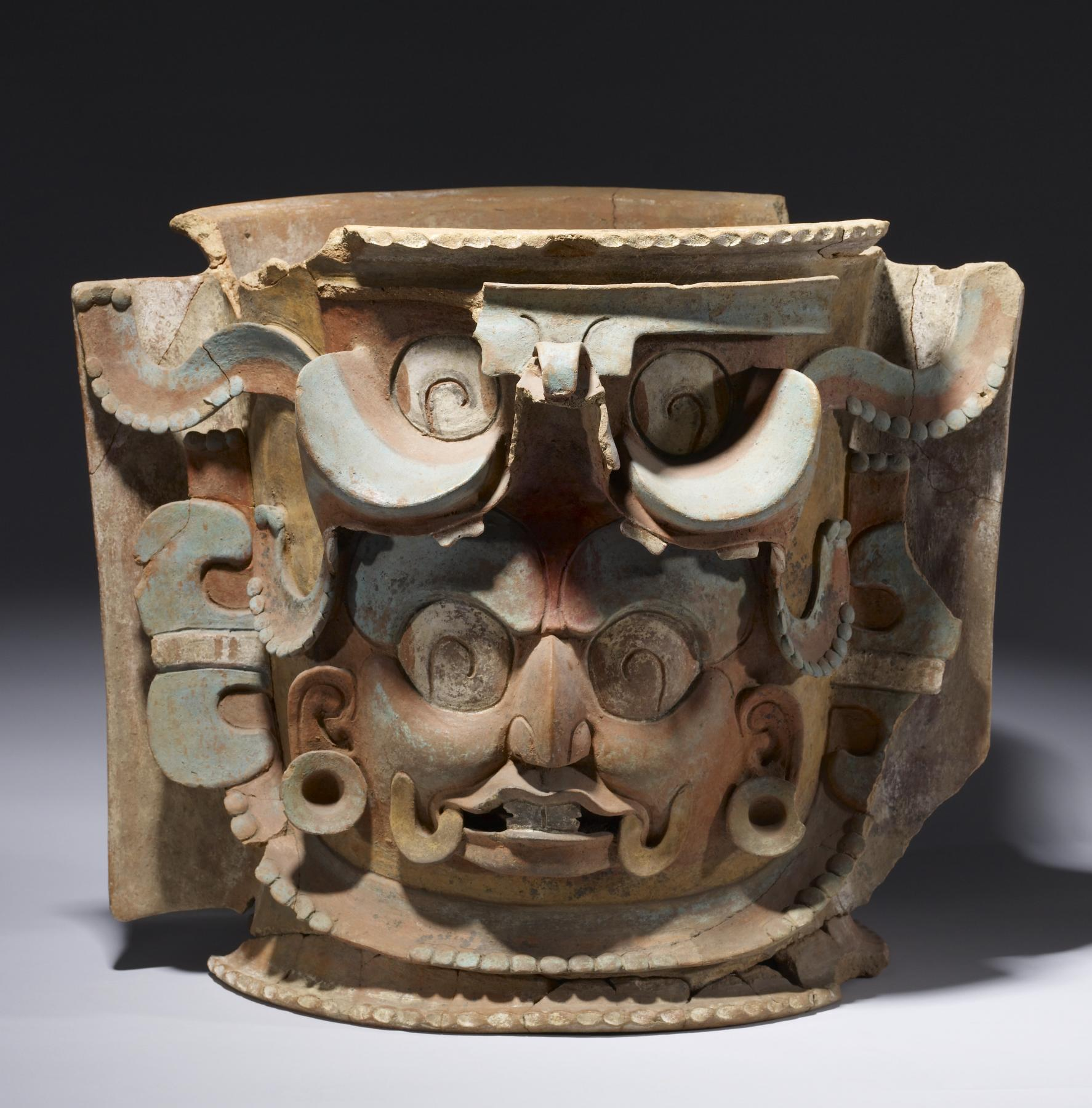
Мая кіче, поховальна урна з головою бога, період  550-850 рр. н.е.

## Вироби керамічних центрів Італії

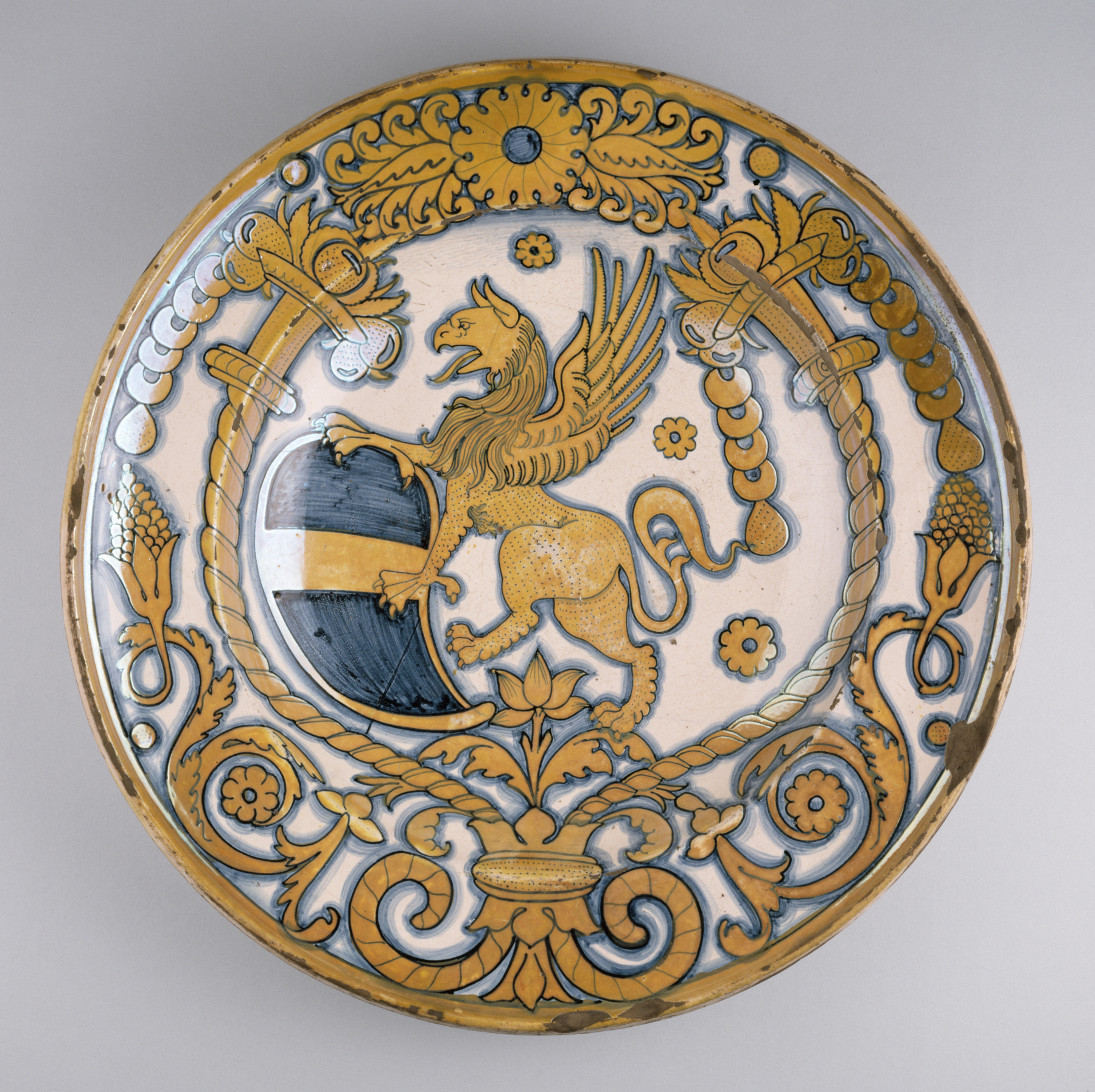
Кераміка Дерути. Таріль з гербом єпископа Бальйоні, до 1530 р. Художній музей Волтерс, США.

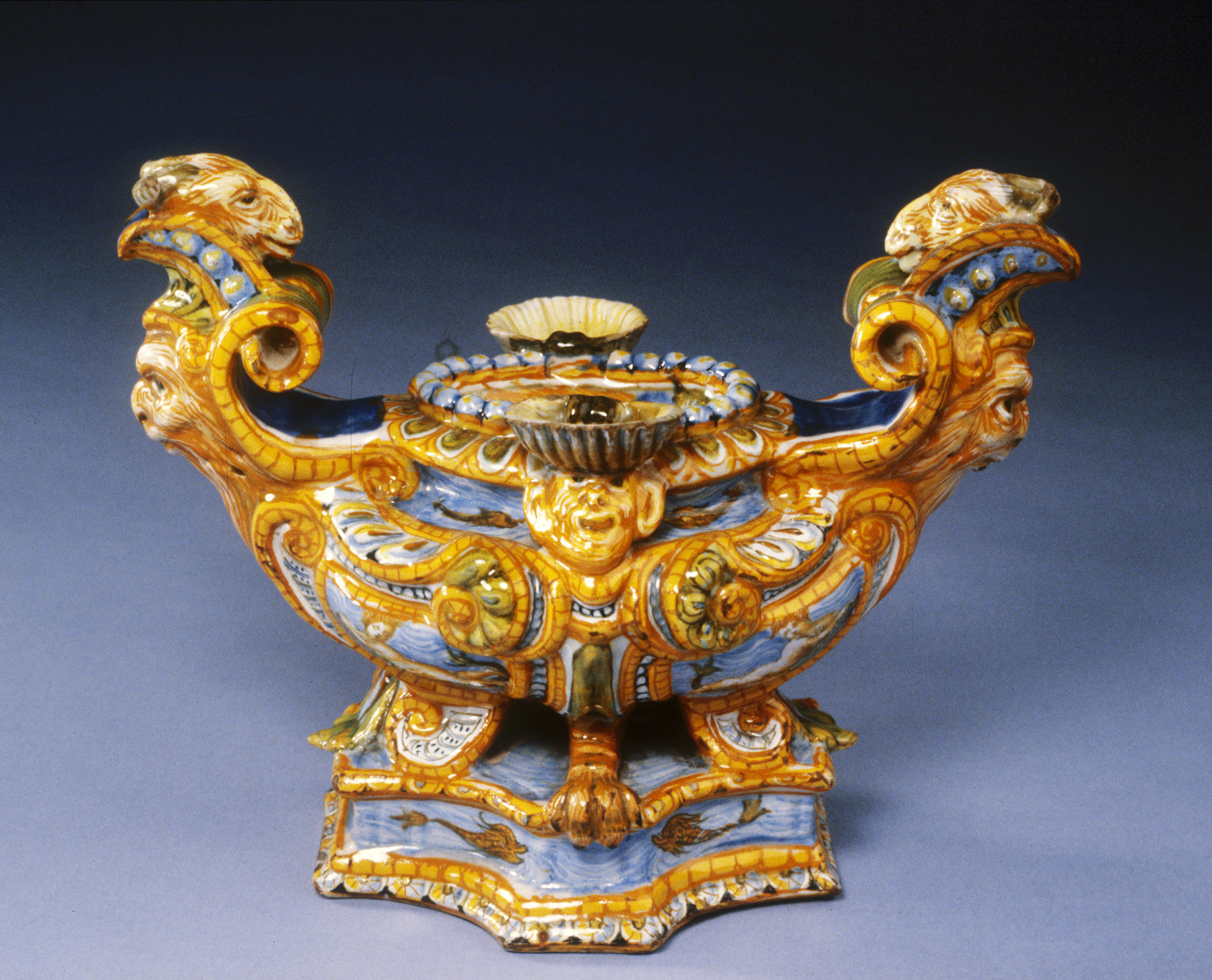
Кераміка Урбіно. Родина Патанацци. Сільничка-човен, майоліка, злам 16-17 ст. Художній музей Волтерс, США.

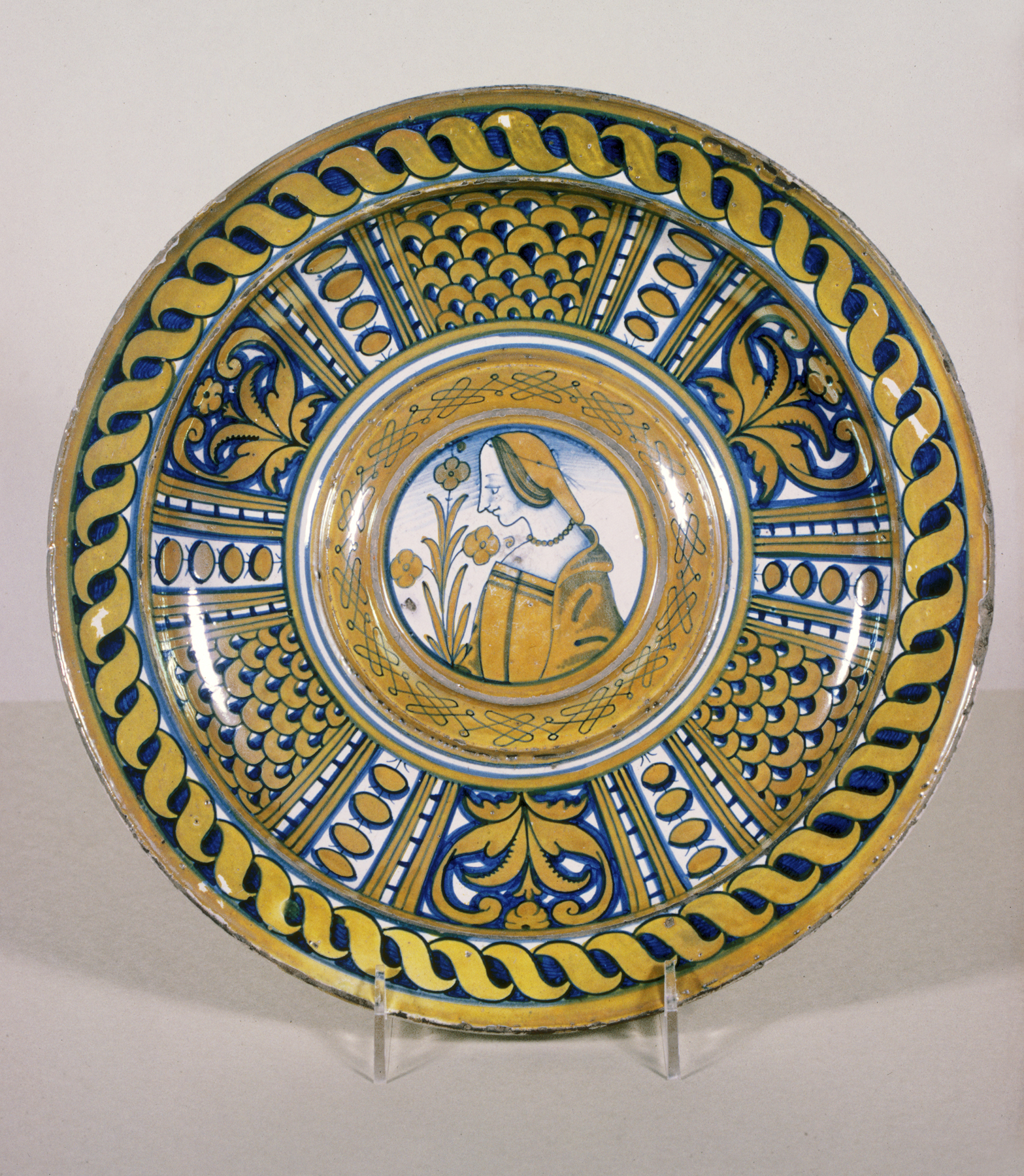
Кераміка Дерути. Таріль з жіночим профілем, початок 16 ст., Художній музей Волтерс, США.
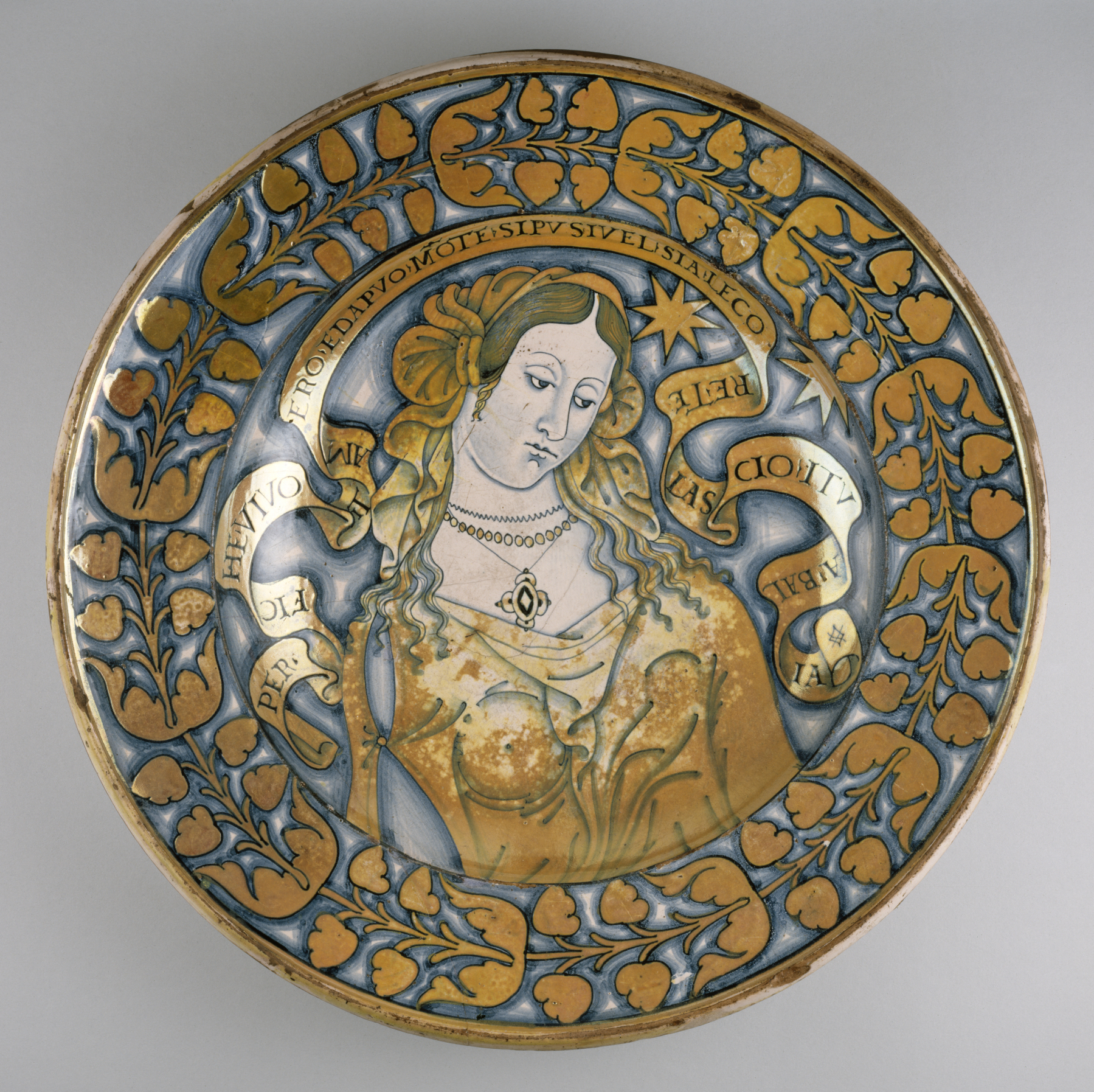
Кераміка Дерути. Таріль, розписана люстром з жіночою фігурою у центрі, до 1520 р., Художній музей Волтерс, США.
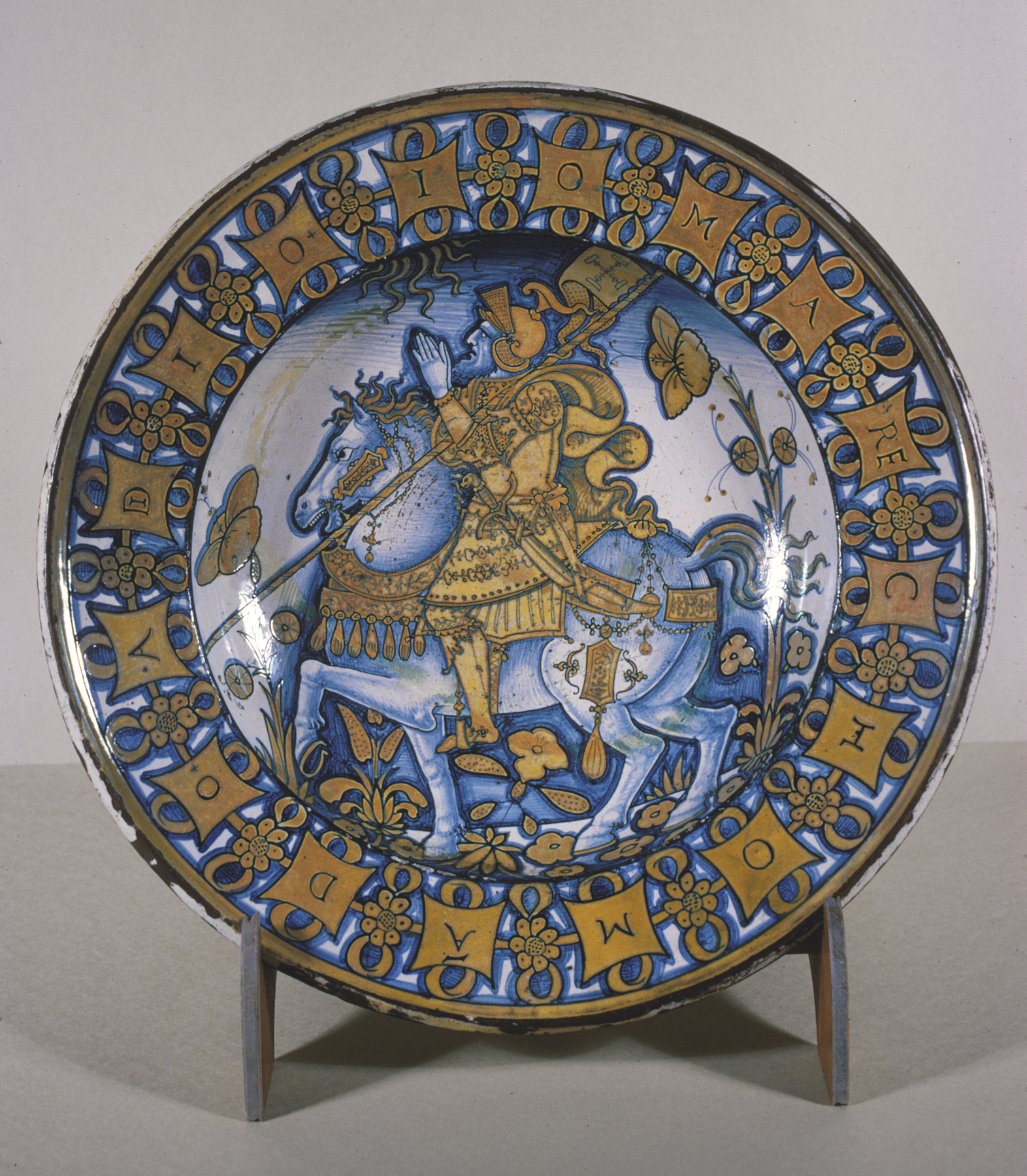
Кераміка Дерути. Майстерня Джакомо Манчіні. «Молитва імператора Костянтина», до 1545 р., Художній музей Волтерс, США
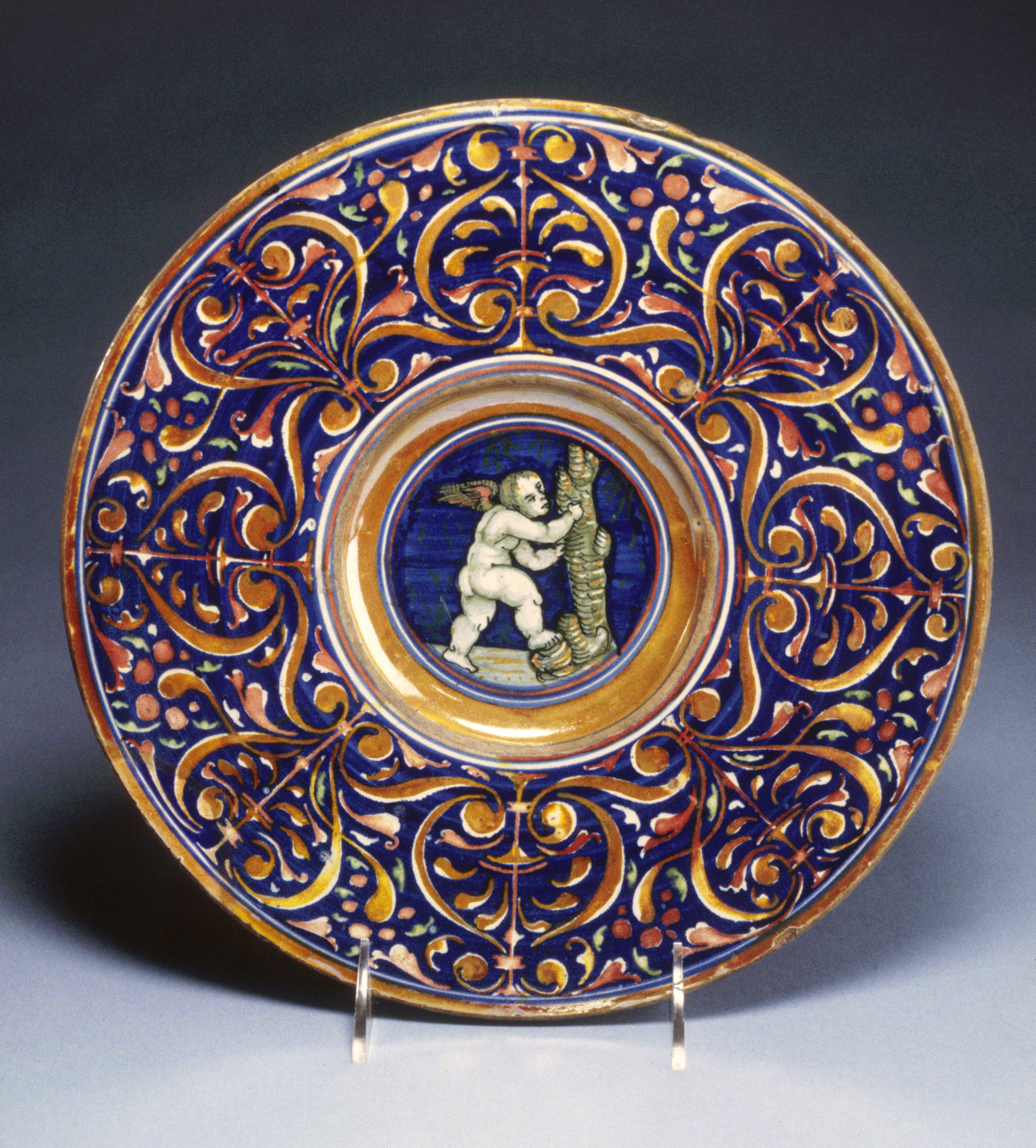
Кераміка Губбіо. Майстерня Джорджо Андреолі. Таріль з Амуром, Художній музей Волтерс, США.
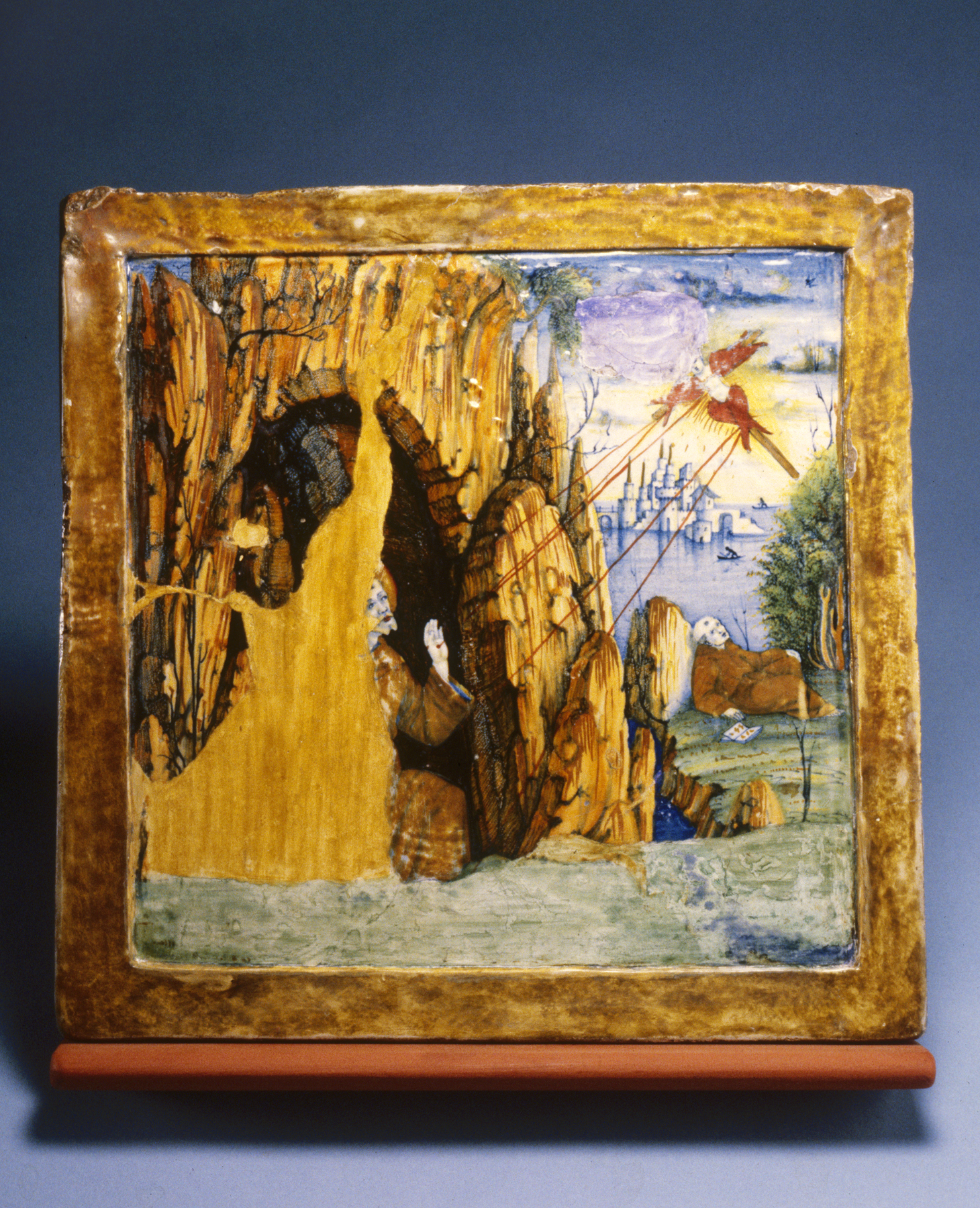
Кераміка Губбіо. Кахля зі сценою Стігматів св. Франциска Ассізького.  Художній музей Волтерс, США.
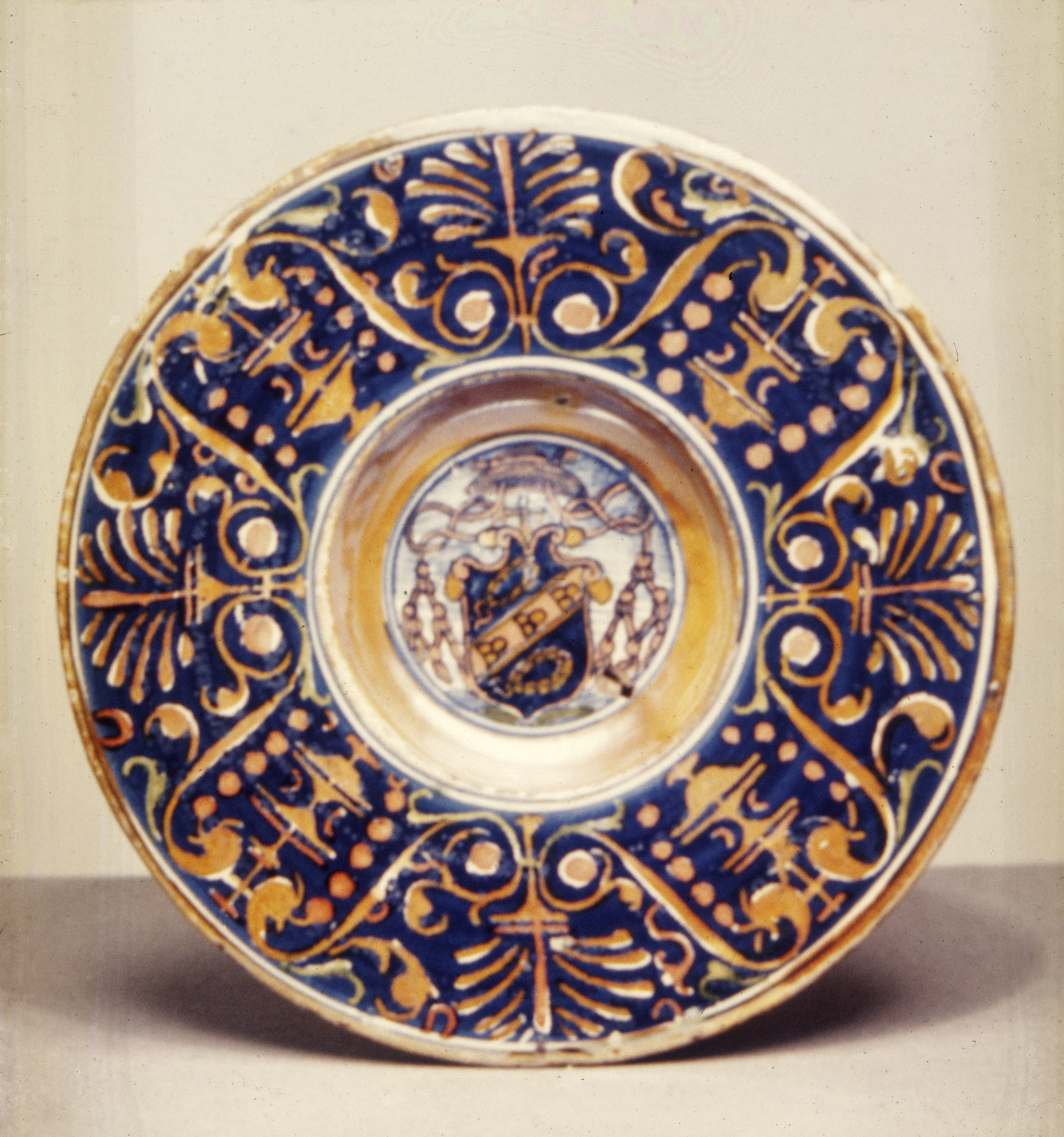
Кераміка Губбіо. Таріль з гербом кардинала Джокко дель Монте Сан Савіно,  Художній музей Волтерс, США.
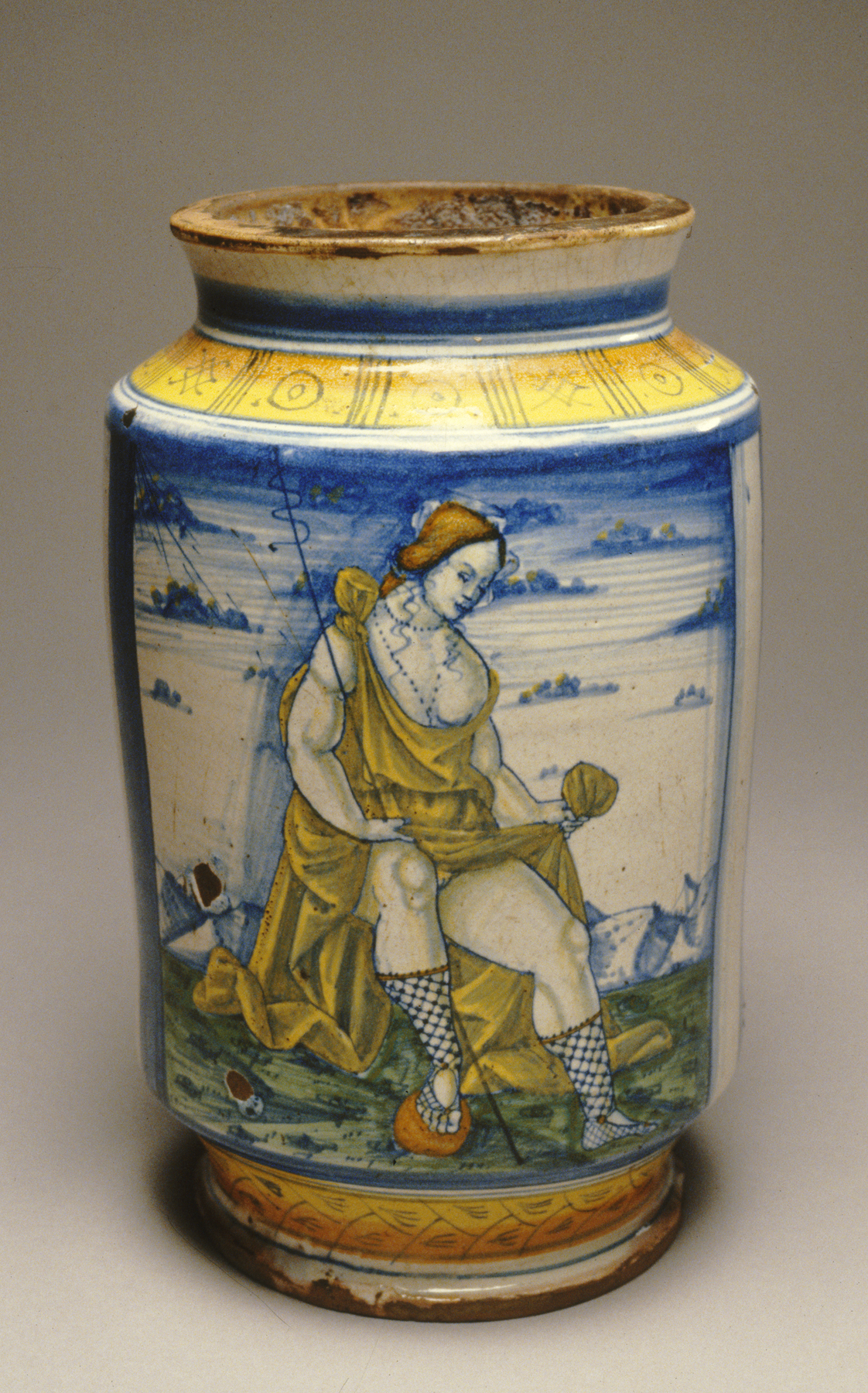
Кераміка Фаенци. Альбарелло, керамічний контейнер для трав і мазей, до 1520 р.,Художній музей Волтерс, США
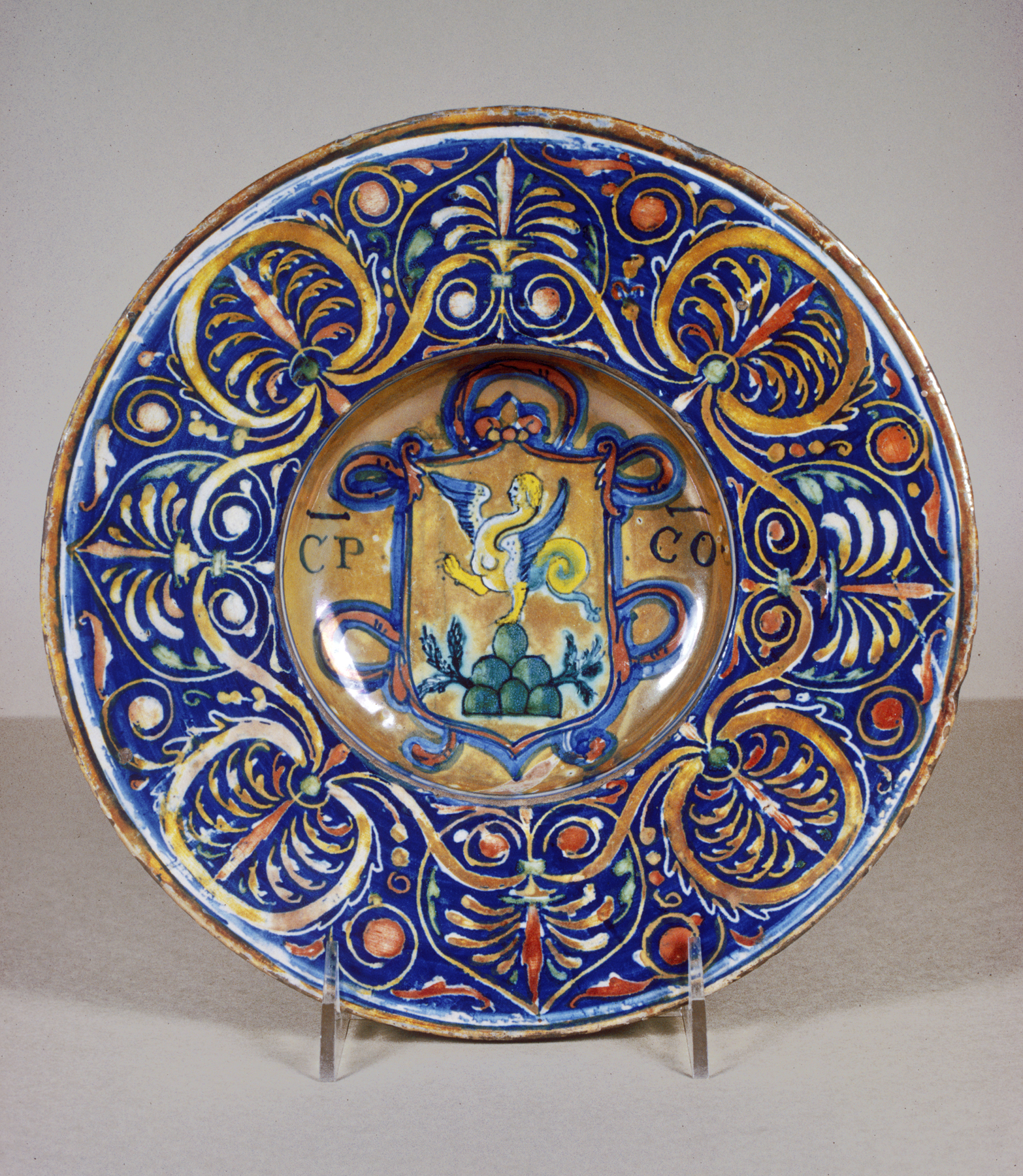
Кераміка Губбіо. Таріль з гербом і зображенням сфінкса, до 1550 року. Художній музей Волтерс, США.
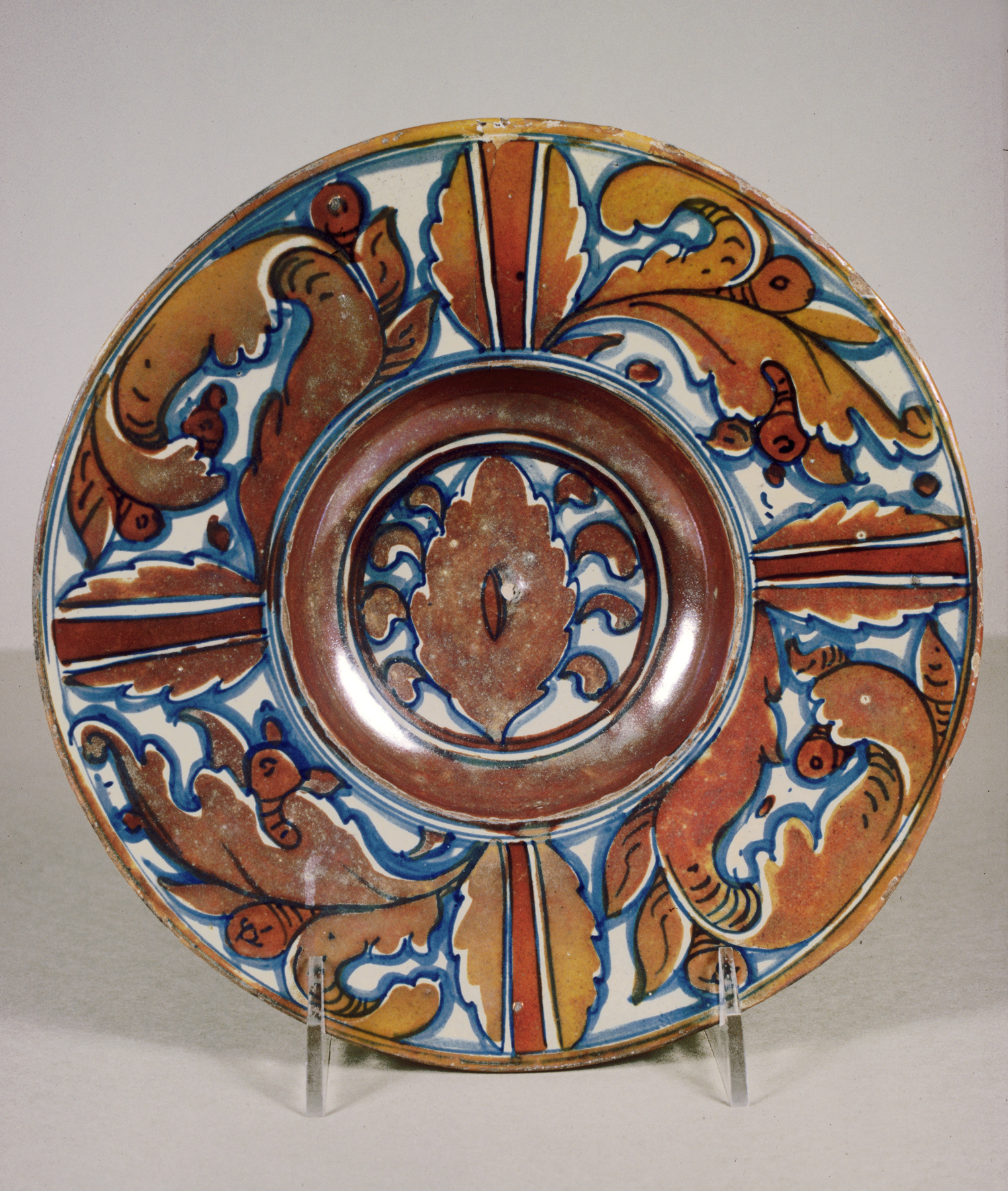
Кераміка Губбіо. Таріль з рослинними орнаментами, до 1530 р., Художній музей Волтерс, США.